# Lista conducătorilor de stat în anul 2020
Lista conducătorilor de stat în anul 2020 se bazează pe Lista statelor lumii și pe Lista de teritorii dependente, așa cum sunt ele cunoscute de la 1 ianuarie pâna la 31 decembrie 2020. 
Lista principală numără, în anul 2020, 193 state membre în cadrul ONU. Listele adiționale conțin:  State independente recunoscute parțial de comunitatea internațională, State independente nerecunoscute, Teritorii independente de facto,  Entități cu statut apropiat de cel de stat,  Territorii nesuverane, autonome sau cu administrație specială și Guverne alternative și / sau în exil .
Șefii executivului statelor suverane sunt în principal șefii de stat și șefii de guvern:
- Un șef de stat este o persoană fizică, uneori  juridică, care reprezintă simbolic continuitatea și legitimitatea statului. Lui îi sunt rezervate în mod tradițional diverse funcții: reprezentarea externă, promulgarea legilor, nominalizarea titularilor unor funcții publice la nivel înalt. În funcție de stat el poate fi cel mai important deținător al puterii executive sau doar să personalizeze puterea supremă exercitată în numele lui de alte personalități politice.
- Un șef de guvern este o persoană fizică care deține primul sau al doilea rol executiv (conform tipului de regim politic) și se află în fruntea guvernului adică a  totalității miniștrilor sau secretarilor de stat însărcinați cu responsabilități executive.

În cazul teritoriilor autonome și a altor colectivități nesuverane, adică dependente de un stat suveran, titlurile șefului executiv local sunt diferite: prefect, bailiff, guvernator, președinte, etc.

## State independente recunoscute cvasigeneral
| Statul                                                                               | Funcția                                                                | Numele                                                                                      | Începând cu                           |
| ------------------------------------------------------------------------------------ | ---------------------------------------------------------------------- | ------------------------------------------------------------------------------------------- | ------------------------------------- |
| Afganistan                                                                           | Președinți ai Republicii (în concurență)                               | Abdullah Abdullah , , (corevendicator din 9 martie până în 17 iunie 2020)                   | 9 martie 2020 - 17 iunie 2020         |
| Afganistan                                                                           | Președinți ai Republicii (în concurență)                               | Ashraf Ghani (corevendicator din 9 martie până în 17 iunie 2020)                            | 29 septembrie 2014                    |
| Afganistan                                                                           | Șefi ai executivului (prim-miniștri)                                   | funcție desființată                                                                         | 9 martie 2020                         |
| Afganistan                                                                           | Șefi ai executivului (prim-miniștri)                                   | Abdullah Abdullah                                                                           | 29 septembrie 2014                    |
| Africa de Sud · (vezi și : §12)                                                      | Președinte al Republicii                                               | Cyril Ramaphosa                                                                             | 14 februarie 2018                     |
| Albania                                                                              | Președinte al Republicii                                               | Ilir Meta                                                                                   | 24 iulie 2017                         |
| Albania                                                                              | Prim-ministru                                                          | Edi Rama                                                                                    | 15 septembrie 2013                    |
| Algeria                                                                              | Președinți ai Republicii                                               | Abdelaziz Djerad                                                                            | 28 octombrie 2020 -29 decembrie 2020  |
| Algeria                                                                              | Președinți ai Republicii                                               | Abdelmadjid Tebboune ,                                                                      | 19 decembrie 2019                     |
| Algeria                                                                              | Prim-ministru                                                          | Abdelaziz Djerrad                                                                           | 28 decembrie 2019                     |
| Andorra                                                                              | Coprinț episcopal                                                      | Joan Enric Vives Sicília                                                                    | 12 mai 2003                           |
| Andorra                                                                              | Coprinț francez                                                        | Emmanuel Macron                                                                             | 14 mai 2017                           |
| Andorra                                                                              | Reprezentant personal al coprințului episcopal                         | Josep Maria Mauri                                                                           | 20 iulie 2012                         |
| Andorra                                                                              | Reprezentant personal al coprințului francez                           | Patrick Strzoda                                                                             | 15 mai 2017                           |
| Andorra                                                                              | Șef al guvernului                                                      | Xavier Espot Zamora                                                                         | 19 mai 2019                           |
| Angola                                                                               | Președinte al Republicii                                               | João Lourenço                                                                               | 26 septembrie 2017                    |
| Antigua și Barbuda · (vezi și:§12)                                                   | Regină                                                                 | Elisabeta a II-a                                                                            | 1 noiembrie 1981                      |
| Antigua și Barbuda · (vezi și:§12)                                                   | Guvernator general                                                     | sir Rodney Williams                                                                         | 14 august 2014                        |
| Antigua și Barbuda · (vezi și:§12)                                                   | Prim-ministru                                                          | Gaston Browne                                                                               | 13 iunie 2014                         |
| Arabia Saudită                                                                       | Rege                                                                   | Salman                                                                                      | 23 ianuarie 2015                      |
| Arabia Saudită                                                                       | Președinte al Consiliului de Miniștri                                  | Salman                                                                                      | 23 ianuarie 2015                      |
| Argentina · (vezi și: §12)                                                           | Președinte al Națiunii                                                 | Alberto Fernández                                                                           | 10 decembrie 2019                     |
| Argentina · (vezi și: §12)                                                           | Șef al cabinetului                                                     | Santiago Cafiero                                                                            | 10 decembrie 2019                     |
| Armenia                                                                              | Președinte al Republicii                                               | Armen Sarkissian                                                                            | 9 aprilie 2018                        |
| Armenia                                                                              | Prim-minstru                                                           | Nikol Pashinyan ,                                                                           | 8 mai 2018                            |
| Australia · (vezi și: §5)                                                            | Regină                                                                 | Elisabeta a II-a                                                                            | 6 februarie 1952                      |
| Australia · (vezi și: §5)                                                            | Guvernator general                                                     | David Hurley                                                                                | 1 iulie 2019                          |
| Australia · (vezi și: §5)                                                            | Prim-ministru                                                          | Scott Morrison                                                                              | 24 august 2018                        |
| Austria                                                                              | Președinte federal al Republicii                                       | Alexander Van der Bellen                                                                    | 26 ianuarie 2017                      |
| Austria                                                                              | Cancelari federali (succesivi)                                         | Sebastian Kurz                                                                              | 7 ianuarie 2020                       |
| Austria                                                                              | Cancelari federali (succesivi)                                         | Brigitte Bierlein                                                                           | 3 iunie 2019                          |
| Azerbaidjan · (vezi și: §3 și §12)                                                   | Președinte al Republicii                                               | Ilham Aliyev ,                                                                              | 15 octombrie 2003                     |
| Azerbaidjan · (vezi și: §3 și §12)                                                   | Prim-ministru                                                          | Ali Asadov                                                                                  | 8 octombrie 2019                      |
| Bahamas                                                                              | Regină                                                                 | Elisabeta a II-a                                                                            | 10 iulie 1973                         |
| Bahamas                                                                              | Guvernator general                                                     | sir Cornelius A. Smith                                                                      | 28 iunie 2019                         |
| Bahamas                                                                              | Prim-ministru                                                          | Hubert Minnis                                                                               | 11 mai 2017                           |
| Bahrain                                                                              | Rege                                                                   | șeic Hamad bin Isa al Khalifa                                                               | 6 martie 1999                         |
| Bahrain                                                                              | Prim-miniștri (miniștri președinți) (succesivi)                        | șeic Salman bin Hamad al Khalifa                                                            | 11 noiembrie 2020                     |
| Bahrain                                                                              | Prim-miniștri (miniștri președinți) (succesivi)                        | șeic Khalifa bin Salman al-Khalifa ,                                                        | 19 ianuarie 1970                      |
| Bangladesh                                                                           | Președinte al Republicii                                               | Abdul Hamid                                                                                 | 20 martie 2013                        |
| Bangladesh                                                                           | Prim-ministru                                                          | șeica Hasina Wazed ,                                                                        | 6 ianuarie 2009                       |
| Barbados                                                                             | Regină                                                                 | Elisabeta a II-a                                                                            | 30 noiembrie 1966                     |
| Barbados                                                                             | Guvernatoare generalǎ                                                  | dame Sandra Mason                                                                           | 8 ianuarie 2018                       |
| Barbados                                                                             | Prim-ministru                                                          | Mia Mottley                                                                                 | 25 mai 2018                           |
| Belarus (vezi și : §14)                                                              | Președinte                                                             | Aleksandr Lukașenko                                                                         | 20 iulie 1994                         |
| Belarus (vezi și : §14)                                                              | Prim-miniștri (succesivi)                                              | Roman Golovchenko                                                                           | 4 iunie 2020                          |
| Belarus (vezi și : §14)                                                              | Prim-miniștri (succesivi)                                              | Siarhiej Rumas                                                                              | 18 august 2018                        |
| Belgia                                                                               | Rege (al belgienilor)                                                  | Filip                                                                                       | 21 iulie 2013                         |
| Belgia                                                                               | Prim-miniștri (succesivi)                                              | Alexander De Croo                                                                           | 1 octombrie 2020                      |
| Belgia                                                                               | Prim-miniștri (succesivi)                                              | Sophie Wilmès                                                                               | 28 octombrie 2019                     |
| Belize                                                                               | Regină                                                                 | Elisabeta a II-a                                                                            | 21 septembrie 1981                    |
| Belize                                                                               | Guvernator general                                                     | sir Colville Young                                                                          | 17 noiembrie 1993                     |
| Belize                                                                               | Prim-miniștri (succesivi)                                              | Johnny Briceño                                                                              | 12 noiembrie 2020                     |
| Belize                                                                               | Prim-miniștri (succesivi)                                              | Dean Barrow                                                                                 | 8 februarie 2008                      |
| Benin                                                                                | Președinte al Republicii                                               | Patrice Talon                                                                               | 6 aprilie 2016                        |
| Bhutan                                                                               | Rege                                                                   | Jigme Khesar Namgyel Wangchuck                                                              | 14 decembrie 2006                     |
| Bhutan                                                                               | Prim-ministru (lyonchen)                                               | lyonchen Lotay Tshering                                                                     | 7 noiembrie 2018                      |
| Birmania                                                                             | Președinte al Republicii                                               | Win Myint                                                                                   | 30 martie 2018                        |
| Birmania                                                                             | Consilier de Stat (prim-ministru)                                      | Aung San Suu Kyi                                                                            | 6 aprilie 2016                        |
| Bolivia                                                                              | Președinți constituționali ai statului plurinațional (succesivi)       | Luis Arce                                                                                   | 8 noiembrie 2020                      |
| Bolivia                                                                              | Președinți constituționali ai statului plurinațional (succesivi)       | Jeanine Áñez (interimarǎ)                                                                   | 12 noiembrie 2019                     |
| Bosnia și Herzegovina                                                                | Președinți ai Consiliului Prezidențial (succesivi)                     | Milorad Dodik                                                                               | 20 noiembrie 2020                     |
| Bosnia și Herzegovina                                                                | Președinți ai Consiliului Prezidențial (succesivi)                     | Šefik Džaferović                                                                            | 20 martie 2020                        |
| Bosnia și Herzegovina                                                                | Președinți ai Consiliului Prezidențial (succesivi)                     | Željko Komšić                                                                               | 20 iulie 2019                         |
| Bosnia și Herzegovina                                                                | Președinte al Consiliului de Miniștri                                  | Zoran Tegeltija                                                                             | 5 decembrie 2019                      |
| Bosnia și Herzegovina                                                                | Înalt reprezentant internațional                                       | Valentin Inzko (Austria)                                                                    | 26 martie 2009                        |
| Botswana                                                                             | Președinte al Republicii                                               | Mokgweetsi Masisi                                                                           | 1 aprilie 2018                        |
| Brazilia · (vezi și : §12)                                                           | Președinte a Republicii federale                                       | Jair Bolsonaro                                                                              | 1 ianuarie 2019                       |
| Brunei                                                                               | Sultan [și suveran (Yang Di Pertuan)]                                  | sir Hassanal Bolkiah                                                                        | 5 octombrie 1967                      |
| Brunei                                                                               | Prim-ministru                                                          | sir Hassanal Bolkiah                                                                        | 1 ianuarie 1984                       |
| Bulgaria                                                                             | Președinte al Republicii                                               | Rumen Radev                                                                                 | 22 ianuarie 2017                      |
| Bulgaria                                                                             | Prim-ministru (ministru președinte)                                    | Boiko Borisov                                                                               | 4 mai 2017                            |
| Burkina Faso                                                                         | Președinte al Faso (Republicii)                                        | Roch Marc Christian Kaboré                                                                  | 29 decembrie 2015                     |
| Burkina Faso                                                                         | Prim-ministru                                                          | Christophe Joseph Marie Dabiré                                                              | 24 ianuarie 2019                      |
| Burundi                                                                              | Președinți ai Republicii (succesivi)                                   | Évariste Ndayishimiye                                                                       | 18 iunie 2020                         |
| Burundi                                                                              | Președinți ai Republicii (succesivi)                                   | funcție vacantă                                                                             | 9 iunie 2020                          |
| Burundi                                                                              | Președinți ai Republicii (succesivi)                                   | Pierre Nkurunziza                                                                           | 26 august 2005                        |
| Burundi                                                                              | Prim-ministru                                                          | Alain-Guillaume Bunyoni                                                                     | 24 iunie 2020                         |
| Cambodgia                                                                            | Rege                                                                   | Norodom Sihamoni                                                                            | 29 octombrie 2004                     |
| Cambodgia                                                                            | Prim-ministru                                                          | samdech Hun Sen                                                                             | 31 decembrie 1984                     |
| Camerun                                                                              | Președinte al Republicii                                               | Paul Biya                                                                                   | 6 noiembrie 1982                      |
| Camerun                                                                              | Prim-ministru                                                          | Joseph Dion Ngute                                                                           | 4 ianuarie 2019                       |
| Canada                                                                               | Regină                                                                 | Elisabeta a II-a                                                                            | 6 februarie 1952                      |
| Canada                                                                               | Guvernatoare generalǎ                                                  | Julie Payette                                                                               | 2 octombrie 2017                      |
| Canada                                                                               | Prim-ministru                                                          | Justin Trudeau                                                                              | 4 noiembrie 2015                      |
| Capul Verde                                                                          | Președinte al Republicii                                               | Jorge Carlos Fonseca                                                                        | 21 august 2011                        |
| Capul Verde                                                                          | Prim-ministru                                                          | Ulisses Correia e Silva                                                                     | 22 aprilie 2016                       |
| Cehia                                                                                | Președinte al Republicii                                               | Miloš Zeman                                                                                 | 7 martie 2013                         |
| Cehia                                                                                | Prim-ministru (președinte al Guvernului)                               | Andrej Babiš                                                                                | 13 decembrie 2017                     |
| Centrafricană, Republica                                                             | Președinte al Republicii                                               | Faustin-Archange Touadéra                                                                   | 30 martie 2016                        |
| Centrafricană, Republica                                                             | Prim-ministru                                                          | Firmin Ngrébada                                                                             | 27 februarie 2019                     |
| Chile · (vezi și : §12)                                                              | Președinte al Republicii                                               | Sebastián Piñera                                                                            | 11 martie 2018                        |
| China (vezi și : §2, §12 și §14)                                                     | Secretar general al Partidului Comunist Chinez                         | Xi Jinping                                                                                  | 15 noiembrie 2012                     |
| China (vezi și : §2, §12 și §14)                                                     | Președinte al Republicii                                               | Xi Jinping                                                                                  | 14 martie 2013                        |
| China (vezi și : §2, §12 și §14)                                                     | Premier al Consiliului de stat                                         | Li Keqiang                                                                                  | 16 martie 2013                        |
| Ciad                                                                                 | Președinte al Republicii                                               | Idriss Déby Itno                                                                            | 2 decembrie 1990                      |
| Cipru · (vezi și : §2)                                                               | Președinte al Republicii                                               | Nicos Anastasiades                                                                          | 28 februarie 2013                     |
| Coasta de Fildeș                                                                     | Președinte al Republicii                                               | Alassane Ouattara ,                                                                         | 4 decembrie 2010                      |
| Coasta de Fildeș                                                                     | Prim-miniștri (succesivi)                                              | Hamed Bakayoko ,                                                                            | 8 iulie 2020                          |
| Coasta de Fildeș                                                                     | Prim-miniștri (succesivi)                                              | Hamed Bakayoko , (interimar)                                                                | 2 mai 2020 - 2 iulie 2020             |
| Coasta de Fildeș                                                                     | Prim-miniștri (succesivi)                                              | Amadou Gon Coulibaly                                                                        | 10 ianuarie 2017                      |
| Columbia · (vezi și: §12)                                                            | Președinte al Republicii                                               | Iván Duque Márquez                                                                          | 1 august 2018                         |
| Comore                                                                               | Președinte al Uniunii                                                  | Azali Assoumani ,                                                                           | 26 mai 2016                           |
| Congo, Republica                                                                     | Președinte al Republicii                                               | Denis Sassou-Nguesso ,                                                                      | 25 octombrie 1997                     |
| Congo, Republica                                                                     | Prim-ministru                                                          | Clément Mouamba                                                                             | 23 aprilie 2016                       |
| Congo, Republica Democrată                                                           | Președinte al Republicii                                               | Félix Tshisekedi                                                                            | 24 ianuarie 2019                      |
| Congo, Republica Democrată                                                           | Prim-ministru                                                          | Sylvestre Ilunga                                                                            | 7 septembre 2019                      |
| Coreea, Republica                                                                    | Președinte al Republicii                                               | Moon Jae-in                                                                                 | 10 mai 2017                           |
| Coreea, Republica                                                                    | Prim-miniștri (succesivi)                                              | Chung Sye-kyun                                                                              | 14 ianuarie 2020                      |
| Coreea, Republica                                                                    | Prim-miniștri (succesivi)                                              | Lee Nak-yeon                                                                                | 31 mai 2017                           |
| Coreeană, R.P.D.                                                                     | Lider suprem                                                           | Kim Jong-un ,                                                                               | 29 decembrie 2011                     |
| Coreeană, R.P.D.                                                                     | Președinte al Partidului Muncii din Coreea                             | Kim Jong-un ,                                                                               | 9 mai 2016                            |
| Coreeană, R.P.D.                                                                     | Președinte al Comisiei Afacerilor de Stat                              | Kim Jong-un , .                                                                             | 29 iunie 2016                         |
| Coreeană, R.P.D.                                                                     | Președinte al Prezidiului Adunării Populare Supreme                    | Choe Ryong-hae                                                                              | 11 aprilie 2019                       |
| Coreeană, R.P.D.                                                                     | Premieri ai Cabinetului (succesivi)                                    | Kim Tok-hun                                                                                 | 13 august 2020                        |
| Coreeană, R.P.D.                                                                     | Premieri ai Cabinetului (succesivi)                                    | Kim Jae-ryong                                                                               | 11 aprilie 2019                       |
| Costa Rica                                                                           | Președinte al Republicii                                               | Carlos Alvarado                                                                             | 8 mai 2018                            |
| Croația                                                                              | Președinți ai Republicii (succesivi)                                   | Zoran Milanović                                                                             | 18 februarie 2020                     |
| Croația                                                                              | Președinți ai Republicii (succesivi)                                   | Kolinda Grabar-Kitarović                                                                    | 18 februarie 2015                     |
| Croația                                                                              | Prim-ministru (președinte al Guvernului)                               | Andrej Plenković                                                                            | 19 octombrie 2016                     |
| Cuba                                                                                 | Prim secretar al Partidului Comunist Cubanez                           | Raul Castro ,                                                                               | 31 iulie 2006                         |
| Cuba                                                                                 | Președinte al Republicii                                               | Miguel Díaz-Canel                                                                           | 10 octombrie 2019                     |
| Cuba                                                                                 | Prim-ministru                                                          | Manuel Marrero Cruz                                                                         | 21 decembrie 2019                     |
| Danemarca · (vezi și : §12)                                                          | Regină                                                                 | Margareta a II-a                                                                            | 14 ianuarie 1972                      |
| Danemarca · (vezi și : §12)                                                          | Prim-ministru (ministru de stat)                                       | Mette Frederiksen                                                                           | 27 iunie 2019                         |
| Djibouti                                                                             | Președinte al Republicii                                               | Ismail Omar Guelleh                                                                         | 8 mai 1999                            |
| Djibouti                                                                             | Prim-ministru                                                          | Abdoulkader Kamil Mohamed                                                                   | 1 aprilie 2013                        |
| Dominica                                                                             | Președinte al Commonwealth-ului                                        | Charles Savarin                                                                             | 2 septembrie 2013                     |
| Dominica                                                                             | Prim-ministru                                                          | Roosevelt Skerrit                                                                           | 8 ianuarie 2004                       |
| Dominicană, Republica                                                                | Președinți ai Republicii (succesivi)                                   | Luis Abinader                                                                               | 16 august 2020                        |
| Dominicană, Republica                                                                | Președinți ai Republicii (succesivi)                                   | Danilo Medina                                                                               | 16 august 2012                        |
| Ecuador · (vezi și §12)                                                              | Președinte constituțional al Republicii                                | Lenín Moreno                                                                                | 24 mai 2017                           |
| Egipt                                                                                | Președinte al Republicii                                               | Abdel Fattah el-Sisi                                                                        | 8 iulie 2014                          |
| Egipt                                                                                | Prim-ministru (președinte al Consiliului de Miniștri)                  | Moustafa Madbouly ,                                                                         | 7 iunie 2018                          |
| El Salvador                                                                          | Președinte al Republicii                                               | Nayib Bukele                                                                                | 1 iunie 2019                          |
| Elveția                                                                              | Președintă a Confederației                                             | Simonetta Sommaruga                                                                         | 1 ianuarie 2020                       |
| Emiratele Arabe Unite                                                                | Președinte                                                             | șeic Khalifa bin Zayed Al Nahyan                                                            | 3 noiembrie 2004                      |
| Emiratele Arabe Unite                                                                | Prim-ministru (președinte al Consiliului de Miniștri)                  | șeic Mohammed ben Rachid Al Maktoum                                                         | 5 ianuarie 2006                       |
| Eritreea                                                                             | Președinte al Statului                                                 | Issayas Afewerki                                                                            | 24 mai 1993                           |
| Estonia · (vezi și : §14)                                                            | Președintǎ a Republicii                                                | Kersti Kaljulaid                                                                            | 10 octombrie 2016                     |
| Estonia · (vezi și : §14)                                                            | Prim-ministru (ministru șef)                                           | Jüri Ratas                                                                                  | 23 noiembrie 2016                     |
| Eswatini                                                                             | Șef al statului [rege (iNgwenyama)]                                    | Mswati al III-lea                                                                           | 25 aprilie 1986                       |
| Eswatini                                                                             | Prim-miniștri (Ndvunankhulu) (succesivi)                               | Themba N. Masuku (interimar)                                                                | 13 decembrie 2020                     |
| Eswatini                                                                             | Prim-miniștri (Ndvunankhulu) (succesivi)                               | Ambrose Mandvulo Dlamini                                                                    | 29 octombrie 2018                     |
| Etiopia                                                                              | Președintă a Republicii                                                | Sahlework Zewde                                                                             | 25 octombrie 2018                     |
| Etiopia                                                                              | Prim-ministru                                                          | Abiy Ahmed Ali                                                                              | 2 aprilie 2018                        |
| Fiji                                                                                 | Președinte al Republicii                                               | George Konrote                                                                              | 12 noiembrie 2015                     |
| Fiji                                                                                 | Prim-ministru                                                          | Frank Bainimarama ,                                                                         | 11 aprilie 2009                       |
| Filipine · (vezi și : §12)                                                           | Președinte al Republicii                                               | Rodrigo Duterte                                                                             | 30 iunie 2016                         |
| Finlanda · (vezi și : §12)                                                           | Președinte al Republicii                                               | Sauli Niinistö                                                                              | 1 martie 2012                         |
| Finlanda · (vezi și : §12)                                                           | Prim ministru (ministru șef)                                           | Sanna Marin                                                                                 | 10 decembrie 2019                     |
| Franța (vezi și : §7)                                                                | Președinte al Republicii                                               | Emmanuel Macron                                                                             | 14 mai 2017                           |
| Franța (vezi și : §7)                                                                | Prim-miniștri (succesivi)                                              | Jean Castex                                                                                 | 3 iulie 2020                          |
| Franța (vezi și : §7)                                                                | Prim-miniștri (succesivi)                                              | Édouard Philippe                                                                            | 15 mai 2017                           |
| Gabon                                                                                | Președinte al Republicii                                               | Ali Bongo Ondimba ,                                                                         | 16 octombrie 2009                     |
| Gabon                                                                                | Prim-miniștri (succesivi)                                              | Rose Christiane Raponda                                                                     | 16 iulie 2020                         |
| Gabon                                                                                | Prim-miniștri (succesivi)                                              | Julien Nkoghe Bekale                                                                        | 15 ianuarie 2019                      |
| Gambia                                                                               | Președinte al Republicii                                               | Adama Barrow ,                                                                              | 19 ianuarie 2017                      |
| Georgia · (vezi și : §2, §12 și §14)                                                 | Președintǎ                                                             | Salome Zurabishvili                                                                         | 16 decembrie 2018                     |
| Georgia · (vezi și : §2, §12 și §14)                                                 | Prim-ministru                                                          | Giorgi Gakharia                                                                             | 8 septembrie 2019                     |
| Germania                                                                             | Președinte federal                                                     | Frank-Walter Steinmeier                                                                     | 19 martie 2017                        |
| Germania                                                                             | Cancelară federală                                                     | Angela Merkel                                                                               | 22 noiembrie 2005                     |
| Ghana                                                                                | Președinte al Republicii                                               | Nana Akufo-Addo                                                                             | 7 ianuarue 2017                       |
| Grecia · (vezi și : §12)                                                             | Președinți ai Republicii (succesivi)                                   | Ekaterini Sakellaropoulou                                                                   | 13 martie 2020                        |
| Grecia · (vezi și : §12)                                                             | Președinți ai Republicii (succesivi)                                   | Prokopis Pavlopoulos                                                                        | 13 martie 2015                        |
| Grecia · (vezi și : §12)                                                             | Prim-ministru                                                          | Kyriakos Mitsotakis                                                                         | 8 iulie 2019                          |
| Grenada · (vezi și : §12)                                                            | Regină                                                                 | Elisabeta a II-a                                                                            | 7 februarie 1974                      |
| Grenada · (vezi și : §12)                                                            | Guvernatoare generală                                                  | dame Cécile La Grenade                                                                      | 7 aprilie 2013                        |
| Grenada · (vezi și : §12)                                                            | Prim-ministru                                                          | Keith Mitchell                                                                              | 20 februarie 2013                     |
| Guatemala                                                                            | Președinți ai Republicii (succesivi)                                   | Alejandro Giammattei                                                                        | 14 ianuarie 2020                      |
| Guatemala                                                                            | Președinți ai Republicii (succesivi)                                   | Jimmy Morales                                                                               | 14 ianuarie 2016                      |
| Guineea                                                                              | Președinte al Republicii                                               | Alpha Condé                                                                                 | 21 decembrie 2010                     |
| Guineea                                                                              | Prim-ministru                                                          | Ibrahima Kassory Fofana                                                                     | 24 mai 2018                           |
| Guineea-Bissau                                                                       | Președinți ai Republicii                                               | Cipriano Cassamá , (interimar) (corevendicator din 28 februarie 2020 până în 1 martie 2020) | 28 februarie 2020 - 1 martie 2020     |
| Guineea-Bissau                                                                       | Președinți ai Republicii                                               | Umaro Sissoco Embaló , (corevendicator din 28 februarie 2020 până în 1 martie 2020)         | 27 februarie 2020                     |
| Guineea-Bissau                                                                       | Președinți ai Republicii                                               | José Mário Vaz ,                                                                            | 23 iunie 2014                         |
| Guineea-Bissau                                                                       | Prim-miniștri (succesivi)                                              | Nuno Gomes Nabiam (corevendicator din 28 februarie 2020 până în 1 martie 2020)              | 28 februarie 2020                     |
| Guineea-Bissau                                                                       | Prim-miniștri (succesivi)                                              | Aristides Gomes , (corevendicator din din 28 februarie până în 1 martie 2020)               | 16 aprilie 2018 - 1 martie 2020       |
| Guineea Ecuatorială                                                                  | Președinte al Republicii                                               | Teodoro Obiang Nguema Mbasogo ,                                                             | 3 august 1979                         |
| Guineea Ecuatorială                                                                  | Prim-ministru                                                          | Francisco Pascual Obama Asue                                                                | 23 iunie 2016                         |
| Guyana                                                                               | Președinți ai Republicii (succesivi)                                   | Irfaan Ali                                                                                  | 2 august 2020                         |
| Guyana                                                                               | Președinți ai Republicii (succesivi)                                   | David A. Granger                                                                            | 16 mai 2015                           |
| Guyana                                                                               | Prim-miniștri (succesivi)                                              | Mark Phillips                                                                               | 2 august 2020                         |
| Guyana                                                                               | Prim-miniștri (succesivi)                                              | Moses Nagamootoo                                                                            | 19 mai 2015                           |
| Haiti                                                                                | Președinte al Republicii                                               | Jovenel Moïse                                                                               | 7 februarie 2017                      |
| Haiti                                                                                | Prim-miniștri (succesivi)                                              | Joseph Jouthe                                                                               | 4 martie 2020                         |
| Haiti                                                                                | Prim-miniștri (succesivi)                                              | Fritz-William Michel (interimar)                                                            | 22 iulie 2019                         |
| Honduras                                                                             | Președinte al Republicii                                               | Juan Orlando Hernández                                                                      | 27 ianuarie 2014                      |
| India · (vezi și : §2)                                                               | Președinte al Republicii                                               | Ram Nath Kovind                                                                             | 25 iulie 2017                         |
| India · (vezi și : §2)                                                               | Prim-ministru                                                          | Narendra Modi                                                                               | 26 mai 2014                           |
| Indonezia · (vezi și : §14)                                                          | Președinte al Republicii                                               | Joko Widodo                                                                                 | 20 octombrie 2014                     |
| Iordania                                                                             | Rege                                                                   | Abdullah al II-lea                                                                          | 7 februarie 1999                      |
| Iordania                                                                             | Prim-miniștri (miniștri președinți) (succesivi)                        | Bisher Al-Khasawneh                                                                         | 20 octombrie 2020                     |
| Iordania                                                                             | Prim-miniștri (miniștri președinți) (succesivi)                        | Omar Razzaz                                                                                 | 14 iunie 2018                         |
| Irak · (vezi și : §12)                                                               | Președinte al Republicii                                               | Barham Salih                                                                                | 2 octombrie 2018                      |
| Irak · (vezi și : §12)                                                               | Prim-miniștri (miniștri președinți) (succesivi)                        | Mustafa Al-Kadhimi                                                                          | 2 mai 2020                            |
| Irak · (vezi și : §12)                                                               | Prim-miniștri (miniștri președinți) (succesivi)                        | Adel Abdul Mahdi                                                                            | 25 octombrie 2018                     |
| Iran                                                                                 | Lider suprem                                                           | ayatollah Ali Khamenei                                                                      | 4 iunie 1989                          |
| Iran                                                                                 | Președinte al Republicii                                               | hojatolislam Hassan Rouhani                                                                 | 3 august 2013                         |
| Irlanda                                                                              | Președinte                                                             | Michael D. Higgins                                                                          | 11 noiembrie 2011                     |
| Irlanda                                                                              | Prim-miniștri (Taoisigh) (succesivi)                                   | Micheál Martin                                                                              | 27 iunie 2020                         |
| Irlanda                                                                              | Prim-miniștri (Taoisigh) (succesivi)                                   | Leo Varadkar                                                                                | 14 iunie 2017                         |
| Islanda                                                                              | Președinte                                                             | Guðni Th. Jóhannesson                                                                       | 1 august 2016                         |
| Islanda                                                                              | Prim-ministru (ministru președinte)                                    | Katrín Jakobsdóttir                                                                         | 30 noiembrie 2017                     |
| Israel · (vezi și : §2)                                                              | Președinte al Statului                                                 | Reuven Rivlin                                                                               | 24 iulie 2014                         |
| Israel · (vezi și : §2)                                                              | Prim-ministru (șef al guvernului)                                      | Beniamin Netaniahu                                                                          | 31 martie 2009                        |
| Italia                                                                               | Președinte al Republicii                                               | Sergio Mattarella                                                                           | 3 februarie 2015                      |
| Italia                                                                               | Președinte al Consiliului de Miniștri                                  | Giuseppe Conte                                                                              | 1 iunie 2018                          |
| Jamaica                                                                              | Regină                                                                 | Elisabeta a II-a                                                                            | 6 august 1962                         |
| Jamaica                                                                              | Guvernator general                                                     | sir Patrick Allen                                                                           | 26 februarie 2009                     |
| Jamaica                                                                              | Prim-ministru                                                          | Andrew Holness                                                                              | 3 martie 2016                         |
| Japonia                                                                              | Împărat                                                                | Naruhito                                                                                    | 1 mai 2019                            |
| Japonia                                                                              | Prim-miniștri (succesivi)                                              | Yoshihide Suga                                                                              | 16 septembrie 2020                    |
| Japonia                                                                              | Prim-miniștri (succesivi)                                              | Shinzō Abe ,                                                                                | 26 decembrie 2012                     |
| Kazahstan                                                                            | Președinte al Republicii                                               | Kassym-Jomart Tokayev                                                                       | 20 martie 2019                        |
| Kazahstan                                                                            | Prim-ministru                                                          | Askar Mamin                                                                                 | 21 februarie 2019                     |
| Kârgâzstan                                                                           | Președinți ai Republicii (succesivi)                                   | Talant Mamîtov (interimar)                                                                  | 14 noiembrie 2020                     |
| Kârgâzstan                                                                           | Președinți ai Republicii (succesivi)                                   | Sadâr Japarov (interimar)                                                                   | 15 octombrie 2020                     |
| Kârgâzstan                                                                           | Președinți ai Republicii (succesivi)                                   | Sooronbai Jeenbekov                                                                         | 24 noiembrie 2017                     |
| Kârgâzstan                                                                           | Prim-miniștri (succesivi)                                              | Artiom Novikov (interimar)                                                                  | 14 noiembrie 2020                     |
| Kârgâzstan                                                                           | Prim-miniștri (succesivi)                                              | Almazbek Batyrbekov , (interimar) (corevendicator din 10 până în 14 octombrie 2020)         | 10 octombrie 2020 - 14 octombrie 2020 |
| Kârgâzstan                                                                           | Prim-miniștri (succesivi)                                              | Sadâr Japarov , (corevendicator din 6 până în 14 octombrie 2020)                            | 6 octombrie 2020                      |
| Kârgâzstan                                                                           | Prim-miniștri (succesivi)                                              | Kubatbek Boronov (corevendicator din 6 până în 10 octombrie 2020)                           | 16 iunie 2020 - 10 octombrie 2020     |
| Kârgâzstan                                                                           | Prim-miniștri (succesivi)                                              | Muhammetkaliy Abulgaziyev                                                                   | 20 aprilie 2018                       |
| Kenya                                                                                | Președinte al Republicii                                               | Uhuru Kenyatta                                                                              | 9 aprilie 2013                        |
| Kiribati                                                                             | Președinte al Republicii                                               | Taneti Maamau                                                                               | 11 martie 2016                        |
| Kuweit                                                                               | Emiri (succesivi)                                                      | șeic Nawaf Al-Ahmad Al-Jaber Al-Sabah                                                       | 30 septembriee 2020                   |
| Kuweit                                                                               | Emiri (succesivi)                                                      | șeic Nawaf Al-Ahmad Al-Jaber Al-Sabah ,- . (regent)                                         | 16 iulie 2020 - 29 septembrie 2020    |
| Kuweit                                                                               | Emiri (succesivi)                                                      | șeic Sabah Al-Ahmad Al-Jaber Al-Sabah ,                                                     | 24 ianuarie 2006                      |
| Kuweit                                                                               | Prim-ministru (ministru președinte)                                    | șeic Sabah Al-Khalid Al-Sabah                                                               | 14 noiembrie 2019                     |
| Laos                                                                                 | Secretar general al Partidului Popular Revoluționar Laoțian            | Bounnhang Vorachith                                                                         | 22 ianuarie 2016                      |
| Laos                                                                                 | Președinte al Republicii                                               | Bounnhang Vorachith ,                                                                       | 19 aprilie 2016                       |
| Laos                                                                                 | Prim-ministru                                                          | Thongloun Sisoulith                                                                         | 19 aprilie 2016                       |
| Lesotho                                                                              | Rege (Marena)                                                          | Letsie al III-lea                                                                           | 7 februarie 1996                      |
| Lesotho                                                                              | Prim-miniștri (Tona-Kholo) (succesivi)                                 | Moeketsi Majoro                                                                             | 20 mai 2020                           |
| Lesotho                                                                              | Prim-miniștri (Tona-Kholo) (succesivi)                                 | Tom Thabane                                                                                 | 16 iunie 2017                         |
| Letonia                                                                              | Președinte al Republicii                                               | Egils Levits                                                                                | 8 iulie 2019                          |
| Letonia                                                                              | Prim-ministru (ministru președinte)                                    | Arturs Krišjānis Kariņš                                                                     | 23 ianuarie 2019                      |
| Liban                                                                                | Președinte al Republicii                                               | Michel Aoun                                                                                 | 31 octombrie 2016                     |
| Liban                                                                                | Președinți ai Consiliului de Miniștri (succesivi)                      | Hassan Diab                                                                                 | 21 ianuarie 2020                      |
| Liban                                                                                | Președinți ai Consiliului de Miniștri (succesivi)                      | Saad Hariri ,                                                                               | 20 decembrie 2016                     |
| Liberia                                                                              | Președinte al Republicii                                               | George Weah                                                                                 | 22 ianuarie 2018                      |
| Libia · (vezi și : §14)                                                              | Președinte al Consiliului Prezidențial (Guvernul Acordului Național    | Fayez al-Sarraj , ) (corevendicator ȋncepȃnd cu 12 martie 2016)                             | 12 martie 2016                        |
| Libia · (vezi și : §14)                                                              | Prim-ministru (ministru președinte) (Guvernul Acordului Național )     | Fayez al-Sarraj (corevendicator din 12 martie 2016)                                         | 12 martie 2016                        |
| Liechtenstein                                                                        | Prinți suverani                                                        | Alois (regent)                                                                              | 15 august 2004                        |
| Liechtenstein                                                                        | Prinți suverani                                                        | Hans Adam al II-lea . (prinț suveran)                                                       | 13 noiembrie 1989                     |
| Liechtenstein                                                                        | Șef al guvernului                                                      | Adrian Hasler                                                                               | 27 martie 2013                        |
| Lituania                                                                             | Președinte al Republicii                                               | Gitanas Nausėda                                                                             | 12 iulie 2019                         |
| Lituania                                                                             | Prim-miniștri (miniștri președinți) (succesivi)                        | Ingrida Šimonytė                                                                            | 11 decembrie 2020                     |
| Lituania                                                                             | Prim-miniștri (miniștri președinți) (succesivi)                        | Saulius Skvernelis                                                                          | 13 decembrie 2016                     |
| Luxemburg                                                                            | Mare duce                                                              | Henric                                                                                      | 7 octombrie 2000                      |
| Luxemburg                                                                            | Prim ministru                                                          | Xavier Bettel                                                                               | 4 decembrie 2013                      |
| Macedonia de Nord                                                                    | Președinte al Republicii                                               | Stevo Pendarovski                                                                           | 12 mai 2019                           |
| Macedonia de Nord                                                                    | Prim-miniștri (președinți ai guvernului) (succesivi)                   | Zoran Zaev                                                                                  | 30 august 2020                        |
| Macedonia de Nord                                                                    | Prim-miniștri (președinți ai guvernului) (succesivi)                   | Oliver Spasovski                                                                            | 3 ianuarie 2020                       |
| Macedonia de Nord                                                                    | Prim-miniștri (președinți ai guvernului) (succesivi)                   | Zoran Zaev                                                                                  | 31 mai 2017                           |
| Madagascar                                                                           | Președinte al Republicii                                               | Andry Rajoelina                                                                             | 18 ianuarie 2019                      |
| Madagascar                                                                           | Prim-ministru                                                          | Christian Ntsay                                                                             | 6 iunie 2018                          |
| Malaezia                                                                             | Șef de stat (Yang di-Pertuan Agong)                                    | Abdullah Shah                                                                               | 31 ianuarie 2019                      |
| Malaezia                                                                             | Prim-miniștri (succesivi)                                              | Muhyiddin Yassin                                                                            | 1 martie 2020                         |
| Malaezia                                                                             | Prim-miniștri (succesivi)                                              | Mahathir Mohamad                                                                            | 10 mai 2018                           |
| Malawi                                                                               | Președinți ai Republicii (succesivi)                                   | Lazarus Chakwera                                                                            | 28 iunie 2020                         |
| Malawi                                                                               | Președinți ai Republicii (succesivi)                                   | Peter Mutharika                                                                             | 31 mai 2014                           |
| Maldive                                                                              | Președinte al Republicii                                               | Ibrahim Mohamed Solih                                                                       | 17 noiembrie 2018                     |
| Mali                                                                                 | Șefi de stat (succesivi)                                               | Bah Ndaw (președinte de tranziție al Republicii)                                            | 25 septembrie 2020                    |
| Mali                                                                                 | Șefi de stat (succesivi)                                               | Assimi Goita (șef de stat)                                                                  | 27 august 2020                        |
| Mali                                                                                 | Șefi de stat (succesivi)                                               | Assimi Goita (președinte al Comitetului Național pentru Salvarea Poporului) ,               | 19 august 2020                        |
| Mali                                                                                 | Șefi de stat (succesivi)                                               | Comitetul Național pentru Salvarea Poporului                                                | 18 august 2020                        |
| Mali                                                                                 | Șefi de stat (succesivi)                                               | Ibrahim Boubacar Keita (președinte al Republicii)                                           | 4 septembrie 2013                     |
| Mali                                                                                 | Prim-miniștri (miniștri șefi) (succesivi)                              | Moctar Ouane (de tranziție)                                                                 | 27 septembrie 2020                    |
| Mali                                                                                 | Prim-miniștri (miniștri șefi) (succesivi)                              | funcție vacantă                                                                             | 18 august 2020                        |
| Mali                                                                                 | Prim-miniștri (miniștri șefi) (succesivi)                              | Boubou Cissé                                                                                | 23 aprilie 2019                       |
| Malta                                                                                | Președinte al Republicii                                               | George Vella                                                                                | 4 aprilie 2019                        |
| Malta                                                                                | Prim-miniștri (succesivi)                                              | Robert Abela                                                                                | 13 ianuarie 2020                      |
| Malta                                                                                | Prim-miniștri (succesivi)                                              | Joseph Muscat                                                                               | 11 martie 2013                        |
| Maroc · (vezi și : §2)                                                               | Rege                                                                   | Mohammed al VI-lea                                                                          | 23 iulie 1999                         |
| Maroc · (vezi și : §2)                                                               | Șef al guvernului                                                      | Saadeddine Othmani                                                                          | 5 aprilie 2017                        |
| Marshall, Insulele                                                                   | Președinți ai Republicii (succesivi)                                   | David Kabua                                                                                 | 13 ianuarie 2020                      |
| Marshall, Insulele                                                                   | Președinți ai Republicii (succesivi)                                   | Hilda Heine                                                                                 | 28 ianuarie 2016                      |
| Mauritania                                                                           | Președinte al Republicii                                               | Mohamed Ould Ghazouani                                                                      | 1 august 2019                         |
| Mauritania                                                                           | Prim-miniștri (succesivi)                                              | Mohamed Ould Bilal                                                                          | 8 august 2020                         |
| Mauritania                                                                           | Prim-miniștri (succesivi)                                              | Ismail Ould Bedde Ould Cheikh Sidiya                                                        | 5 august 2019                         |
| Mauritius · (vezi și : §12)                                                          | Președinte al Republicii                                               | Pritvirajsing Roopun                                                                        | 2 decembrie 2019                      |
| Mauritius · (vezi și : §12)                                                          | Prim-ministru                                                          | Pravind Jugnauth                                                                            | 23 ianuarie 2017                      |
| Mexic                                                                                | Președinte al Statelor Unite Mexicane                                  | Andrés Manuel López Obrador                                                                 | 1 decembrie 2018                      |
| Micronezia                                                                           | Președinte al Republicii (și șef al Guvernului)                        | David W. Panuelo                                                                            | 11 mai 2019                           |
| Moldova, Republica (vezi și: §3 și §12)                                              | Președinți ai Republicii (succesivi)                                   | Maia Sandu                                                                                  | 24 decembrie 2020                     |
| Moldova, Republica (vezi și: §3 și §12)                                              | Președinți ai Republicii (succesivi)                                   | Igor Dodon ,                                                                                | 23 decembrie 2016                     |
| Moldova, Republica (vezi și: §3 și §12)                                              | Prim-ministru                                                          | Ion Chicu                                                                                   | 14 noiembrie 2019                     |
| Monaco                                                                               | Prinț suveran                                                          | Albert al II-lea                                                                            | 6 aprilie 2005                        |
| Monaco                                                                               | Miniștri de stat (prim-miniștri) (succesivi)                           | Pierre Dartout                                                                              | 1 septembrie 2020                     |
| Monaco                                                                               | Miniștri de stat (prim-miniștri) (succesivi)                           | ` Serge Telle                                                                               | 1 februarie 2016                      |
| Mongolia                                                                             | Președinte al Republicii                                               | Battulga Khaltmaaj                                                                          | 10 iulie 2017                         |
| Mongolia                                                                             | Prim-ministru                                                          | Ukhnaagiin Khürelsükh                                                                       | 4 octombrie 2017                      |
| Mozambic                                                                             | Președinte al Republicii                                               | Filipe Nyusi                                                                                | 15 ianuarie 2015                      |
| Mozambic                                                                             | Prim-ministru                                                          | Carlos Agostinho do Rosário                                                                 | 17 ianuarie 2015                      |
| Muntenegru                                                                           | Președinte                                                             | Milo Đukanović                                                                              | 20 mai 2018                           |
| Muntenegru                                                                           | Prim-miniștri (premieri) (succesivi)                                   | Zdravko Krivokapić                                                                          | 4 decembrie 2020                      |
| Muntenegru                                                                           | Prim-miniștri (premieri) (succesivi)                                   | ` Duško Marković                                                                            | 28 noiembrie 2016                     |
| Namibia                                                                              | Președinte al Republicii                                               | Hage Geingob                                                                                | 21 martie 2015                        |
| Namibia                                                                              | Prim-ministru                                                          | Saara Kuugongelwa                                                                           | 21 martie 2015                        |
| Nauru                                                                                | Președinte al Republicii                                               | Lionel Aingimea                                                                             | 27 august 2019                        |
| Nepal                                                                                | Președintă                                                             | Bidhya Devi Bhandari                                                                        | 29 octombrie 2015                     |
| Nepal                                                                                | Prim-ministru                                                          | Khadga Prasad Oli                                                                           | 15 februarie 2018                     |
| Nicaragua                                                                            | Președinte al Republicii                                               | Daniel Ortega                                                                               | 10 ianuarie 2007                      |
| Niger                                                                                | Președinte                                                             | Mahamadou Issoufou                                                                          | 7 aprilie 2011                        |
| Niger                                                                                | Prim-ministru                                                          | Brigi Rafini                                                                                | 7 aprilie 2011                        |
| Nigeria                                                                              | Președinte al Republicii                                               | Muhammadu Buhari ,                                                                          | 29 mai 2015                           |
| Norvegia · (vezi și : §8)                                                            | Rege                                                                   | Harald al V-lea,                                                                            | 17 ianuarie 1991                      |
| Norvegia · (vezi și : §8)                                                            | Prim-ministru (ministru de stat)                                       | Erna Solberg                                                                                | 16 octombrie 2013                     |
| Noua Zeelandă · (vezi și : §9)                                                       | Regină                                                                 | Elisabeta a II-a                                                                            | 6 februarie 1952                      |
| Noua Zeelandă · (vezi și : §9)                                                       | Guvernatoare generalǎ                                                  | dame Patsy Reddy                                                                            | 28 septembrie 2016                    |
| Noua Zeelandă · (vezi și : §9)                                                       | Prim-ministru                                                          | Jacinda Ardern                                                                              | 20 octombrie 2017                     |
| Oman                                                                                 | Sultani (succesivi)                                                    | Haitham bin Tariq Al Said                                                                   | 11 ianuarie 2020                      |
| Oman                                                                                 | Sultani (succesivi)                                                    | Qaboos bin Said Al Said                                                                     | 23 iulie 1970                         |
| Oman                                                                                 | Prim-miniștri (succesivi)                                              | Haitham bin Tariq Al Said                                                                   | 11 ianuarie 2020                      |
| Oman                                                                                 | Prim-miniștri (succesivi)                                              | Qaboos bin Said Al Said                                                                     | 2 ianuarie 1972                       |
| Pakistan · (vezi și : §2 și §12)                                                     | Președinte al Republicii                                               | Arif Alvi                                                                                   | 9 septembrie 2018                     |
| Pakistan · (vezi și : §2 și §12)                                                     | Prim-ministru (mare vizir)                                             | Imran Khan                                                                                  | 18 august 2018                        |
| Palau                                                                                | Președinte al Republicii                                               | Tommy Remengesau ,                                                                          | 17 ianuarie 2013                      |
| Panama                                                                               | Președinte al Republicii                                               | Laurentino Cortizo                                                                          | 1 iulie 2019                          |
| Papua Noua Guinee · (vezi și : §12)                                                  | Regină                                                                 | Elisabeta a II-a                                                                            | 16 septembrie 1975                    |
| Papua Noua Guinee · (vezi și : §12)                                                  | Guvernator general                                                     | sir Bob Dadae                                                                               | 28 februarie 2017                     |
| Papua Noua Guinee · (vezi și : §12)                                                  | Prim-ministru                                                          | James Marape                                                                                | 30 mai 2019                           |
| Paraguay                                                                             | Președinte al Republicii                                               | Mario Abdo Benítez                                                                          | 15 august 2018                        |
| Peru                                                                                 | Președinți ai Republicii (succesivi)                                   | Francisco Sagasti (interimar)                                                               | 16 noiembrie 2020                     |
| Peru                                                                                 | Președinți ai Republicii (succesivi)                                   | funcție vacantă                                                                             | 15 noiembrie 2020                     |
| Peru                                                                                 | Președinți ai Republicii (succesivi)                                   | Manuel Merino (interimar)                                                                   | 10 noiembrie 2020                     |
| Peru                                                                                 | Președinți ai Republicii (succesivi)                                   | Martín Vizcarra , (corevendicator din 30 septembrie până în 1 octombrie 2019)               | 23 martie 2018                        |
| Peru                                                                                 | Președinți ai Consiliului de Miniștri (succesivi)                      | Violeta Bermúdez                                                                            | 18 noiembrie 2020                     |
| Peru                                                                                 | Președinți ai Consiliului de Miniștri (succesivi)                      | Ántero Flores-Aráozs                                                                        | 11 noiembrie 2020                     |
| Peru                                                                                 | Președinți ai Consiliului de Miniștri (succesivi)                      | Walter Martos                                                                               | 6 august 2020                         |
| Peru                                                                                 | Președinți ai Consiliului de Miniștri (succesivi)                      | Pedro Cateriano                                                                             | 15 iulie 2020                         |
| Peru                                                                                 | Președinți ai Consiliului de Miniștri (succesivi)                      | Vicente Zeballos                                                                            | 30 septembrie 2019                    |
| Polonia                                                                              | Președinte al Republicii                                               | Andrzej Duda                                                                                | 6 august 2015                         |
| Polonia                                                                              | Prim-ministru (președinte al Consiliului de Miniștri)                  | Mateusz Morawiecki                                                                          | 11 decembrie 2017                     |
| Portugalia · (vezi și : §12)                                                         | Președinte al Republicii                                               | Marcelo Rebelo de Sousa                                                                     | 9 martie 2016                         |
| Portugalia · (vezi și : §12)                                                         | Prim-ministru                                                          | António Costa                                                                               | 26 noiembrie 2015                     |
| Qatar                                                                                | Emir                                                                   | șeic Tamim bin Hamad Al Thani                                                               | 25 iunie 2013                         |
| Qatar                                                                                | Prim-miniștri (miniștri președinți) (succesivi)                        | șeic Khalid ibn Khalifa ibn Abdulaziz Al Thani                                              | 28 ianuarie 2020                      |
| Qatar                                                                                | Prim-miniștri (miniștri președinți) (succesivi)                        | `șeic Abdullah bin Nasser bin Khalifa Al Thani                                              | 26 iunie 2013                         |
| Regatul Unit (vezi și : §6)                                                          | Regină                                                                 | Elisabeta a II-a                                                                            | 6 februarie 1952                      |
| Regatul Unit (vezi și : §6)                                                          | Prim-miniștri                                                          | Dominic Raab (interimar)                                                                    | 6 aprilie 2020 - 27 aprilie 2020      |
| Regatul Unit (vezi și : §6)                                                          | Prim-miniștri                                                          | Boris Johnson                                                                               | 24 iulie 2019                         |
| România                                                                              | Președinte                                                             | Klaus Iohannis                                                                              | 21 decembrie 2014                     |
| România                                                                              | Prim-miniștri (succesivi)                                              | Florin Cîțu                                                                                 | 23 decembrie 2020                     |
| România                                                                              | Prim-miniștri (succesivi)                                              | Nicolae Ciucă (interimar)                                                                   | 7 decembrie 2020                      |
| România                                                                              | Prim-miniștri (succesivi)                                              | Ludovic Orban                                                                               | 4 noiembrie 2019                      |
| Rusia                                                                                | Președinte al Federației                                               | Vladimir Putin                                                                              | 7 mai 2012                            |
| Rusia                                                                                | Prim-miniștri (președinți ai Guvernului) (succesivi)                   | Andrei Belousov (interimar)                                                                 | 30 aprilie 2020 - 19 mai 2020         |
| Rusia                                                                                | Prim-miniștri (președinți ai Guvernului) (succesivi)                   | Mihail Mishustin                                                                            | 16 ianuarie 2020                      |
| Rusia                                                                                | Prim-miniștri (președinți ai Guvernului) (succesivi)                   | Dmitri Medvedev ,                                                                           | 8 mai 2012                            |
| Rwanda                                                                               | Președinte al Republicii                                               | Paul Kagame                                                                                 | 24 martie 2000                        |
| Rwanda                                                                               | Prim-ministru                                                          | Edouard Ngirente                                                                            | 30 aigust 2017                        |
| Samoa                                                                                | Șef al statului (O le Ao o le Malo)                                    | afioga tuimaleali'ifano Va'aletoa Sualauvi al II-lea                                        | 20 iunie 2017                         |
| Samoa                                                                                | Prim-ministru (Palemia o le Malo)                                      | Tuilaepa Sailele Malielegaoi                                                                | 23 noiembrie 1998                     |
| San Marino                                                                           | Căpitani regenți (succesivi)                                           | Alessandro Cardelli și Mirko Dolcini                                                        | 1 octombrie 2020                      |
| San Marino                                                                           | Căpitani regenți (succesivi)                                           | Alessandro Mancini și Grazia Zafferani                                                      | 1 aprilie 2020                        |
| San Marino                                                                           | Căpitani regenți (succesivi)                                           | Luca Boschi și Mariella Mularoni                                                            | 1 octombrie 2019                      |
| São Tomé și Príncipe · (vezi și : §12)                                               | Președinte al Republicii                                               | Evaristo Carvalho                                                                           | 3 septembrie 2016                     |
| São Tomé și Príncipe · (vezi și : §12)                                               | Prim-ministru                                                          | Jorge Bom Jesus                                                                             | 3 decembrie 2018                      |
| Senegal                                                                              | Președinte al Republicii                                               | Macky Sall                                                                                  | 2 aprilie 2012                        |
| Serbia · (vezi și : §2 și §14)                                                       | Președinte al Republicii                                               | Aleksandar Vučić                                                                            | 31 mai 2017                           |
| Serbia · (vezi și : §2 și §14)                                                       | Prim-ministru (președintǎ a Guvernului)                                | Ana Brnabić                                                                                 | 29 iunie 2017                         |
| Seychelles                                                                           | Președinți ai Republicii (succesivi)                                   | Wavel Ramkalawan                                                                            | 26 octombrie 2020                     |
| Seychelles                                                                           | Președinți ai Republicii (succesivi)                                   | Danny Faure                                                                                 | 16 octombrie 2016                     |
| Sfânta Lucia · (Saint Lucia)                                                         | Regină                                                                 | Elisabeta a II-a                                                                            | 22 februarie 1979                     |
| Sfânta Lucia · (Saint Lucia)                                                         | Guvernator general                                                     | sir Neville Cenac ,                                                                         | 12 ianuarie 2018                      |
| Sfânta Lucia · (Saint Lucia)                                                         | Prim-ministru                                                          | Allen Chastanet                                                                             | 6 iunie 2016                          |
| Sfântul Cristofor și Nevis · [Saint Kitts (Christopher) and Nevis] · (vezi și : §12) | Regină                                                                 | Elisabeta a II-a                                                                            | 19 septembrie 1983                    |
| Sfântul Cristofor și Nevis · [Saint Kitts (Christopher) and Nevis] · (vezi și : §12) | Guvernator general                                                     | sir Samuel Weymouth Tapley Seaton                                                           | 20 mai 2015                           |
| Sfântul Cristofor și Nevis · [Saint Kitts (Christopher) and Nevis] · (vezi și : §12) | Prim-ministru                                                          | Timothy Harris                                                                              | 18 februarie 2015                     |
| Sfântul Vincențiu și Grenadinele (Saint Vincent and the Grenadines)                  | Regină                                                                 | Elisabeta a II-a                                                                            | 27 octombrie 1979                     |
| Sfântul Vincențiu și Grenadinele (Saint Vincent and the Grenadines)                  | Guvernator general                                                     | dame Susan Dougan                                                                           | 1 august 2019                         |
| Sfântul Vincențiu și Grenadinele (Saint Vincent and the Grenadines)                  | Prim-ministru                                                          | Ralph Gonsalves                                                                             | 29 martie 2001                        |
| Sierra Leone                                                                         | Președinte al Republicii                                               | Julius Maada Bio                                                                            | 4 aprilie 2018                        |
| Sierra Leone                                                                         | Ministru Șef                                                           | David J. Francis                                                                            | 8 mai 2018                            |
| Singapore                                                                            | Președintă a Republicii                                                | Halimah Yacob                                                                               | 14 septembrie 2017                    |
| Singapore                                                                            | Prim-ministru                                                          | Lee Hsien Loong ,                                                                           | 12 august 2004                        |
| Siria · (vezi și : §14)                                                              | Președinte al Republicii                                               | Bashar al-Assad                                                                             | 17 iulie 2000                         |
| Siria · (vezi și : §14)                                                              | Prim-miniștri (miniștri președinți) (succesivi)                        | Hussein Arnous                                                                              | 11 iunie 2020                         |
| Siria · (vezi și : §14)                                                              | Prim-miniștri (miniștri președinți) (succesivi)                        | Imad Khamis                                                                                 | 3 iulie 2016                          |
| Slovacia                                                                             | Președintă a Republicii                                                | Zuzana Čaputová                                                                             | 15 iunie 2019                         |
| Slovacia                                                                             | Prim-miniștri (președinți ai guvernului) (succesivi)                   | Igor Matovič                                                                                | 22 martie 2020                        |
| Slovacia                                                                             | Prim-miniștri (președinți ai guvernului) (succesivi)                   | Peter Pellegrini                                                                            | 22 martie 2018                        |
| Slovenia                                                                             | Președinte al Republicii                                               | Borut Pahor                                                                                 | 22 decembrie 2012                     |
| Slovenia                                                                             | Prim-miniștri (președinți ai guvernului) (succesivi)                   | Janez Janša                                                                                 | 13 martie 2020                        |
| Slovenia                                                                             | Prim-miniștri (președinți ai guvernului) (succesivi)                   | Marjan Šarec                                                                                | 13 septembrie 2018                    |
| \| Solomon, Insulele                                                                 | Regină                                                                 | Elisabeta a II-a                                                                            | 7 iulie 1978                          |
| \| Solomon, Insulele                                                                 | Guvernator general                                                     | sir Frank Kabui                                                                             | 7 iulie 2009                          |
| \| Solomon, Insulele                                                                 | Prim-ministru                                                          | Manasseh Sogavare                                                                           | 24 aprilie 2019                       |
| Somalia · (vezi și : §3, §12 și §14)                                                 | Președinte al Republicii federale                                      | Mohamed Abdullahi Mohamed                                                                   | 8 februarie 2017                      |
| Somalia · (vezi și : §3, §12 și §14)                                                 | Prim-miniștri (succesivi)                                              | Mohamed Hussein Roble                                                                       | 23 septembrie 2020                    |
| Somalia · (vezi și : §3, §12 și §14)                                                 | Prim-miniștri (succesivi)                                              | Mahdi Mohamed Guled (interimar)                                                             | 25 iulie 2020                         |
| Somalia · (vezi și : §3, §12 și §14)                                                 | Prim-miniștri (succesivi)                                              | Hassan Ali Khayre                                                                           | 1 martie 2017                         |
| Spania · (vezi și : §12)                                                             | Rege                                                                   | Felipe al VI-lea                                                                            | 17 iunie 2014                         |
| Spania · (vezi și : §12)                                                             | Președinte al Guvernului                                               | Pedro Sánchez                                                                               | 2 iunie 2018                          |
| Sri Lanka                                                                            | Președintre al Republicii                                              | Gotabaya Rajapaksa                                                                          | 18 noiembrie 2019                     |
| Sri Lanka                                                                            | Prim-ministru                                                          | Mahinda Rajapaksa ,                                                                         | 21 noiembrie 2019                     |
| Statele Unite ale Americii · (vezi și : §10)                                         | Președinte                                                             | Donald Trump                                                                                | 20 ianuarie 2017                      |
| Sudan                                                                                | Președinte al Consiliului Suveranității                                | Abdel Fattah Abdelrahman Burhan                                                             | 21 august 2019                        |
| Sudan                                                                                | Prim-ministru                                                          | Abdalla Hamdok                                                                              | 21 august 2019                        |
| Sudanul de Sud                                                                       | Președinte al Republicii                                               | Salva Kir Mayardit                                                                          | 9 iulie 2011                          |
| Suedia                                                                               | Rege                                                                   | Carl al XVI-lea Gustaf                                                                      | 19 septembrie 1973                    |
| Suedia                                                                               | Prim-ministru (ministru de stat)                                       | Stefan Löfven                                                                               | 3 octombrie 2014                      |
| Surinam                                                                              | Președinți (succesivi)                                                 | Chan Santokhi                                                                               | 16 iulie 2020                         |
| Surinam                                                                              | Președinți (succesivi)                                                 | Dési Bouterse                                                                               | 12 august 2010                        |
| Surinam                                                                              | Vicepreședinți (succesivi)                                             | Ronnie Brunswijk                                                                            | 16 iulie 2020                         |
| Surinam                                                                              | Vicepreședinți (succesivi)                                             | Michael Aswin Adhin                                                                         | 12 august 2015                        |
| Tadjikistan · (Vezi și: §12)                                                         | Președinte al Republicii                                               | Emomali Rahmon                                                                              | 19 noiembrie 1992                     |
| Tadjikistan · (Vezi și: §12)                                                         | Prim-ministru                                                          | Kokhir Rasulzoda                                                                            | 23 noiembrie 2013                     |
| Tanzania · (vezi și : §12)                                                           | Președinte al Republicii                                               | John Magufuli                                                                               | 5 noiembrie 2015                      |
| Tanzania · (vezi și : §12)                                                           | Prim-ministru                                                          | Majaliwa K. Majaliwa                                                                        | 20 noiembrie 2015                     |
| Thailanda                                                                            | Rege                                                                   | Vajiralongkorn Bodindradebayavarangkun                                                      | 1 decembrie 2016                      |
| Thailanda                                                                            | Prim-ministru (ministru de stat șef)                                   | gen. Prayuth Chan-ocha                                                                      | 22 mai 2014                           |
| Timorul de Est                                                                       | Președinte al Republicii                                               | Francisco Guterres                                                                          | 20 mai 2017                           |
| Timorul de Est                                                                       | Prim-ministru                                                          | Taur Matan Ruak                                                                             | 22 iunie 2018                         |
| Togo                                                                                 | Președinte al Republicii                                               | Faure Eyadéma ,                                                                             | 4 mai 2005                            |
| Togo                                                                                 | Prim-miniștri (succesivi)                                              | Victoire Tomegah Dogbé                                                                      | 28 septembrie 2020                    |
| Togo                                                                                 | Prim-miniștri (succesivi)                                              | Komi Sélom Klassou                                                                          | 10 iunie 2015                         |
| Tonga                                                                                | Rege                                                                   | Tupou al VI-lea                                                                             | 18 martie 2012                        |
| Tonga                                                                                | Prim-ministru (premier)                                                | Pohiva Tu'i'onetoa                                                                          | 8 octombrie 2019                      |
| Trinidad și Tobago (vezi și : §12)                                                   | Președintă a Republicii                                                | Paula-Mae Weekes                                                                            | 19 martie 2018                        |
| Trinidad și Tobago (vezi și : §12)                                                   | Prim-ministru                                                          | Keith Rowley                                                                                | 9 septembrie 2015                     |
| Tunisia                                                                              | Președinte al Republicii                                               | Kais Saied                                                                                  | 23 octombrie 2019                     |
| Tunisia                                                                              | Șefi ai guvernului (succesivi)                                         | Hichem Mechichi                                                                             | 2 septembrie 2020                     |
| Tunisia                                                                              | Șefi ai guvernului (succesivi)                                         | Elyes Fakhfakh                                                                              | 27 februarie 2020                     |
| Tunisia                                                                              | Șefi ai guvernului (succesivi)                                         | Youssef Chahed                                                                              | 27 august 2016                        |
| Turcia                                                                               | Președinte al Republicii                                               | Recep Tayyip Erdoğan                                                                        | 28 august 2014                        |
| Turkmenistan                                                                         | Președinte                                                             | Gurbangulî Berdimuhamedov                                                                   | 21 decembrie 2006                     |
| Tuvalu                                                                               | Regină                                                                 | Elisabeta a II-a                                                                            | 1 octombrie 1978                      |
| Tuvalu                                                                               | Guvernatoare generalǎ                                                  | Teniku Talesi (interimară)                                                                  | 22 august 2019                        |
| Tuvalu                                                                               | Prim-ministru (Ulu o te Malo)                                          | Kausea Natano                                                                               | 18 septembrie 2019                    |
| Țările de Jos · (vezi și : §11)                                                      | Rege                                                                   | Willem-Alexander                                                                            | 30 aprilie 2013                       |
| Țările de Jos · (vezi și : §11)                                                      | Prim-ministru (ministru președinte)                                    | Mark Rutte                                                                                  | 14 octombrie 2010                     |
| Ucraina · (vezi și: §3 și §14)                                                       | Președinte                                                             | Volodymyr Zelensky                                                                          | 20 mai 2019                           |
| Ucraina · (vezi și: §3 și §14)                                                       | Prim-miniștri (succesivi)                                              | Denys Shmyhal                                                                               | 4 februarie 2020                      |
| Ucraina · (vezi și: §3 și §14)                                                       | Prim-miniștri (succesivi)                                              | Oleksiy Honcharuk                                                                           | 29 august 2019                        |
| Uganda                                                                               | Președinte al Republicii                                               | Yoweri Museveni                                                                             | 26 ianuarie 1986                      |
| Uganda                                                                               | Prim-ministru                                                          | Ruhakana Rugunda                                                                            | 18 septembrie 2014                    |
| Ungaria                                                                              | Președinte al Republicii                                               | János Áder                                                                                  | 10 mai 2012                           |
| Ungaria                                                                              | Prim-ministru (ministru președinte)                                    | Viktor Orbán                                                                                | 29 mai 2010                           |
| Uruguay                                                                              | Președinți ai Republicii (succesivi)                                   | Luis Alberto Lacalle Pou                                                                    | 1 martie 2020                         |
| Uruguay                                                                              | Președinți ai Republicii (succesivi)                                   | Tabaré Vázquez                                                                              | 1 martie 2015                         |
| Uzbekistan · (vezi și : §12)                                                         | Președinte ai Republicii                                               | Shavkat Mirziyoyev ,                                                                        | 8 septembrie 2016                     |
| Uzbekistan · (vezi și : §12)                                                         | Prim-ministru                                                          | Abdulla Oripov                                                                              | 14 decembrie 2016                     |
| Vanuatu                                                                              | Președinte al Republicii                                               | Tallis Obed Moses                                                                           | 6 iulie 2017                          |
| Vanuatu                                                                              | Prim-miniștri (succesivi)                                              | Bob Loughman                                                                                | 20 aprilie 2020                       |
| Vanuatu                                                                              | Prim-miniștri (succesivi)                                              | Charlot Salwai                                                                              | 11 februarie 2016                     |
| Vatican / Sfântul Scaun                                                              | Suveran / Papă                                                         | Francisc                                                                                    | 13 martie 2013                        |
| Vatican / Sfântul Scaun                                                              | Președinte al Guvernoratului (șef al guvernului Statului Oraș Vatican) | Giuseppe Bertello                                                                           | 1 octombrie 2011                      |
| Vatican / Sfântul Scaun                                                              | Secretar de stat (prim-ministru al Sfântului Scaun)                    | Pietro Parolin                                                                              | 15 octombrie 2013                     |
| Venezuela · (vezi și : §14)                                                          | Președinte al Republicii                                               | Nicolás Maduro , (corevendicator ȋncepȃnd cu 23 ianuarie 2019)                              | 5 martie 2013                         |
| Venezuela · (vezi și : §14)                                                          | Vicepreședintǎ executivǎ                                               | Delcy Rodríguez                                                                             | 14 iunie 2018                         |
| Vietnam                                                                              | Secretar general al Partidului Comunist Vietnamez                      | Nguyen Phu Trong                                                                            | 19 ianuarie 2011                      |
| Vietnam                                                                              | Președinte al Republicii                                               | Nguyen Phu Trong                                                                            | 23 octombrie 2018                     |
| Vietnam                                                                              | Prim-ministru (premier al Guvernului)                                  | Nguyễn Xuân Phúc                                                                            | 7 aprilie 2016                        |
| Yemen . · (vezi și : §14)                                                            | Președinte al Republicii                                               | Abd Rabbuh Mansur Hadi , (corevendicator ȋncepȃnd cu 21 februarie 2015)                     | 25 februarie 2012                     |
| Yemen . · (vezi și : §14)                                                            | Prim-ministru (ministru președinte)                                    | Maeen Abdul Malik (corevendicator ȋncepȃnd cu 18 octombrie 2018)                            | 18 octombrie 2018                     |
| Zambia                                                                               | Președinte al Republicii                                               | Edgar Lungu                                                                                 | 25 ianuarie 2015                      |
| Zimbabwe                                                                             | Președinte al Republicii                                               | Emmerson Mnangagwa                                                                          | 24 noiembrie 2017                     |

## State independente recunoscute parțial
| Statul și statutul                                                                                  | Separat din                                 | Funcția                                                                         | Numele                      | Începând cu        |
| --------------------------------------------------------------------------------------------------- | ------------------------------------------- | ------------------------------------------------------------------------------- | --------------------------- | ------------------ |
| Abhazia (Stat secesionist prorus, fostă republică autonomă) (vezi și : §14)                         | Georgia                                     | Președinți (succesivi)                                                          | Aslan Bzhania               | 23 aprilie 2020    |
| Abhazia (Stat secesionist prorus, fostă republică autonomă) (vezi și : §14)                         | Georgia                                     | Președinți (succesivi)                                                          | Valeri Bganba , (interimar) | 13 ianuarie 2020   |
| Abhazia (Stat secesionist prorus, fostă republică autonomă) (vezi și : §14)                         | Georgia                                     | Președinți (succesivi)                                                          | Raul Khadjimba              | 25 septembrie 2014 |
| Abhazia (Stat secesionist prorus, fostă republică autonomă) (vezi și : §14)                         | Georgia                                     | Prim-miniștri (succesivi)                                                       | Aleksandr Ankvab            | 24 aprilie 2020    |
| Abhazia (Stat secesionist prorus, fostă republică autonomă) (vezi și : §14)                         | Georgia                                     | Prim-miniștri (succesivi)                                                       | Valeri Bganba ,             | 18 septembrie 2018 |
| Azad Cașmir , (Stat constituit în zona ocupată de Pakistan a Cașmirului)                            | India · Jammu și Cașmir                     | Președinte                                                                      | Muhammad Masood Khan        | 25 august 2016     |
| Azad Cașmir , (Stat constituit în zona ocupată de Pakistan a Cașmirului)                            | India · Jammu și Cașmir                     | Prim-ministru                                                                   | Raja Farooq Haider Khan     | 31 iulie 2016      |
| Ciprul de Nord (Stat secesionist proturc al minorității turce)                                      | Cipru                                       | Președinți (succesivi)                                                          | Ersin Tatar                 | 23 octombrie 2020  |
| Ciprul de Nord (Stat secesionist proturc al minorității turce)                                      | Cipru                                       | Președinți (succesivi)                                                          | Mustafa Akıncı              | 30 aprilie 2015    |
| Ciprul de Nord (Stat secesionist proturc al minorității turce)                                      | Cipru                                       | Prim-miniștri (succesivi)                                                       | Ersan Saner                 | 9 decembrie 2020   |
| Ciprul de Nord (Stat secesionist proturc al minorității turce)                                      | Cipru                                       | Prim-miniștri (succesivi)                                                       | Kudret Özersay (interimar)  | 23 octombrie 2020  |
| Ciprul de Nord (Stat secesionist proturc al minorității turce)                                      | Cipru                                       | Prim-miniștri (succesivi)                                                       | Ersin Tatar                 | 22 mai 2019        |
| Kosovo (Regiune apoi republică autonomă auto proclamată independentă) (vezi și : §14)               | Serbia                                      | Președinți ai Republicii (succesivi)                                            | Vjosa Osmani (interimară)   | 5 noiembrie 2020   |
| Kosovo (Regiune apoi republică autonomă auto proclamată independentă) (vezi și : §14)               | Serbia                                      | Președinți ai Republicii (succesivi)                                            | Hashim Thaçi                | 7 aprilie 2016     |
| Kosovo (Regiune apoi republică autonomă auto proclamată independentă) (vezi și : §14)               | Serbia                                      | Prim-miniștri (succesivi)                                                       | Avdullah Hoti               | 3 iunie 2020       |
| Kosovo (Regiune apoi republică autonomă auto proclamată independentă) (vezi și : §14)               | Serbia                                      | Prim-miniștri (succesivi)                                                       | Albin Kurtij                | 3 februarie 2020   |
| Kosovo (Regiune apoi republică autonomă auto proclamată independentă) (vezi și : §14)               | Serbia                                      | Prim-miniștri (succesivi)                                                       | Ramush Haradinaj            | 9 septembrie 2017  |
| Kosovo (Regiune apoi republică autonomă auto proclamată independentă) (vezi și : §14)               | Serbia                                      | Reprezentant Special al Secretarului General al ONU prntru Kosovo (SRSG)        | Zahir Tanin (Afghanistan)   | 9 octombrie 2015   |
| Osetia de Sud-Alania , (Stat secesionist prorus, fostă republică autonomă) (vezi și : §14)          | Georgia                                     | Președinte                                                                      | Anatoliy Bibilov            | 21 aprilie 2017    |
| Osetia de Sud-Alania , (Stat secesionist prorus, fostă republică autonomă) (vezi și : §14)          | Georgia                                     | Președinți ai Guvernului (succesivi)                                            | Gennady Bekoev (interimar)  | 29 august 2020     |
| Osetia de Sud-Alania , (Stat secesionist prorus, fostă republică autonomă) (vezi și : §14)          | Georgia                                     | Președinți ai Guvernului (succesivi)                                            | Erik Pukhayev               | 16 mai 2017        |
| Statul Palestina (Stat proclamat în numele poporului palestinian, practic inoperant) (vezi și : §5) | Israel · Autoritatea Națională Palestiniană | Președinte                                                                      | Mahmoud Abbas ,             | 8 mai 2005         |
| Statul Palestina (Stat proclamat în numele poporului palestinian, practic inoperant) (vezi și : §5) | Israel · Autoritatea Națională Palestiniană | Președinte al Consiliului Executiv al Organizației pentru Eliberarea Palestinei | Mahmoud Abbas ,             | 29 octombrie 2004  |
| Sahara occidentală (Stat format în cadrul fostei Sahare Spaniole)                                   | Maroc                                       | Președinte                                                                      | Brahim Ghali                | 12 iulie 2016      |
| Sahara occidentală (Stat format în cadrul fostei Sahare Spaniole)                                   | Maroc                                       | Prim-miniștri (succesivi)                                                       | Bouchraya Hammoudi Bayoun   | 13 ianuarie 2020   |
| Sahara occidentală (Stat format în cadrul fostei Sahare Spaniole)                                   | Maroc                                       | Prim-miniștri (succesivi)                                                       | Mohamed Wali Akeik          | 4 februarie 2018   |
| Taiwan (Stat constituit în insula Taiwan)                                                           | China                                       | Președintǎ a Republicii                                                         | Tsai Ing-wen                | 20 mai 2016        |
| Taiwan (Stat constituit în insula Taiwan)                                                           | China                                       | Președinte al Yuan-ului executiv (prim-ministru)                                | Su Tseng-chang              | 14 ianuarie 2019   |

## State independente nerecunoscute
| Statul și statutul                                                              | Separat din        | Funcția                               | Numele                       | Începând cu                     |
| ------------------------------------------------------------------------------- | ------------------ | ------------------------------------- | ---------------------------- | ------------------------------- |
| Artsakh, Republica , (Stat secesionist proarmean, fostă regiune autonomă)       | Azerbaidjan        | Președinți (succesivi)                | Arayik Harutyunyan           | 21 mai 2020                     |
| Artsakh, Republica , (Stat secesionist proarmean, fostă regiune autonomă)       | Azerbaidjan        | Președinți (succesivi)                | Bako Sahakian                | 7 septembrie 2007               |
| Artsakh, Republica , (Stat secesionist proarmean, fostă regiune autonomă)       | Azerbaidjan        | Ministru de Stat                      | Grigory Martirosyan          | 6 iunie 2018                    |
| Donețk, Republica Populară (Stat autoproclamat în regiunea Donețk a Ucrainei)   | Ucraina            | Șef de stat                           | Denis Pușilin ,              | 7 septembrie 2018               |
| Donețk, Republica Populară (Stat autoproclamat în regiunea Donețk a Ucrainei)   | Ucraina            | Președinți ai Consiliului de Miniștri | Vladimir Pashkov (interimar) | 5 februarie - 14 februarie 2020 |
| Donețk, Republica Populară (Stat autoproclamat în regiunea Donețk a Ucrainei)   | Ucraina            | Președinți ai Consiliului de Miniștri | Aleksander Ananchenko ,      | 18 octombrie 2018               |
| Lugansk, Republica Populară (Stat autoproclamat în regiunea Lugansk a Ucrainei) | Ucraina            | Șef de stat al Republicii             | Leonid Pasechnik             | 24 noiembrie 2017               |
| Lugansk, Republica Populară (Stat autoproclamat în regiunea Lugansk a Ucrainei) | Ucraina            | Președinte al Consiliului de Miniștri | Serghei Kozlov               | 28 decembrie 2015               |
| Somaliland (Stat secesionist, fostă regiune autonomă) (vezi și : §14)           | Somalia            | Președinte                            | Muse Bihi Abdi               | 13 decembrie 2017               |
| Transnistria (Stat secesionist prorus, fostă regiune autonomă)                  | Moldova, Republica | Președinte                            | Vadim Krasnoselski           | 16 decembrie 2016               |
| Transnistria (Stat secesionist prorus, fostă regiune autonomă)                  | Moldova, Republica | Președinte al Guvernului              | Aleksandr Martynov           | 17 decembrie 2016               |

## Entități cu statut apropiat de cel de stat
| Entitate                                                 | Funcție                                          | Nume                                                                            | Începând cu      |
| -------------------------------------------------------- | ------------------------------------------------ | ------------------------------------------------------------------------------- | ---------------- |
| Ordinul de Malta                                         | Mari Maeștri (succesivi)                         | Marco Luzzago (locotenent al Marelui Maestru) (interimar)                       | 8 noiembrie 2020 |
| Ordinul de Malta                                         | Mari Maeștri (succesivi)                         | Ruy Gonçalo do Valle Peixoto de Villas Boas (locotenent ad interim) (interimar) | 29 aprilie 2020  |
| Ordinul de Malta                                         | Mari Maeștri (succesivi)                         | Giacomo Dalla Torre del Tempio di Sanguinetto ,                                 | 29 aprilie 2017  |
| Ordinul de Malta                                         | Mare Cancelar                                    | Albrecht Freiherr von Boeselager                                                | 28 ianuarie 2017 |
| Autoritatea Națională Palestiniană (vezi și : §2 și §14) | Președinte al Autorității Naționale Palestiniene | Mahmoud Abbas ,                                                                 | 15 ianuarie 2005 |
| Autoritatea Națională Palestiniană (vezi și : §2 și §14) | Prim-ministru                                    | Mohammad Shtayyeh                                                               | 13 aprilie 2019  |
| Uniunea Europeană                                        | Președinte al Consiliului European               | Charles Michel                                                                  | 1 decembrie 2019 |
| Uniunea Europeană                                        | Președintă a Comisiei Europene                   | Ursula von der Leyen                                                            | 1 decembrie 2019 |

## Teritorii exterioare și asociate ale Australiei
| Teritoriu                          | Suveranitate și statut                                                                              | Funcția                                                                  | Numele                     | Începând cu       |
| ---------------------------------- | --------------------------------------------------------------------------------------------------- | ------------------------------------------------------------------------ | -------------------------- | ----------------- |
| Ashmore și Cartier, Insulele       | Australia · (Teritoriu exterior nelocuit)                                                           | Regină a Australiei                                                      | Elisabeta a II-a           | 6 februarie 1952  |
| Ashmore și Cartier, Insulele       | Australia · (Teritoriu exterior nelocuit)                                                           | Guvernator general al Australiei                                         | David Hurley               | 1 iulie 2019      |
| Ashmore și Cartier, Insulele       | Australia · (Teritoriu exterior nelocuit)                                                           | Ministru asistent pentru Dezvoltare Regională și Teritorii al Australiei | Nola Marino                | 29 mai 2019       |
| Christmas, Insula                  | Australia · (Teritoriu exterior)                                                                    | Regină a Australiei                                                      | Elisabeta a II-a           | 6 februarie 1952  |
| Christmas, Insula                  | Australia · (Teritoriu exterior)                                                                    | Guvernator general al Australiei                                         | David Hurley               | 1 iulie 2019      |
| Christmas, Insula                  | Australia · (Teritoriu exterior)                                                                    | Administratoare                                                          | Natasha Griggs             | 5 octombrie 2017  |
| Christmas, Insula                  | Australia · (Teritoriu exterior)                                                                    | Președinte al Shire                                                      | Gordon Thomson             | 21 octombrie 2013 |
| Cocos (Keeling), Insulele          | Australia · (Teritoriu exterior)                                                                    | Regină a Australiei                                                      | Elisabeta a II-a           | 5 februarie 1952  |
| Cocos (Keeling), Insulele          | Australia · (Teritoriu exterior)                                                                    | Guvernator general al Australiei                                         | David Hurley               | 1 iulie 2019      |
| Cocos (Keeling), Insulele          | Australia · (Teritoriu exterior)                                                                    | Administratoare                                                          | Natasha Griggs             | 5 octombrie 2017  |
| Cocos (Keeling), Insulele          | Australia · (Teritoriu exterior)                                                                    | Președinte al Shire                                                      | Aindil Minkom              | 23 octombrie 2019 |
| Heard și McDonald, Insulele (HIMI) | Australia · (Teritoriu exterior nelocuit)                                                           | Regină a Australiei                                                      | Elisabeta a II-a           | 6 februarie 1952  |
| Heard și McDonald, Insulele (HIMI) | Australia · (Teritoriu exterior nelocuit)                                                           | Guvernator general al Australiei                                         | David Hurley               | 1 iulie 2019      |
| Heard și McDonald, Insulele (HIMI) | Australia · (Teritoriu exterior nelocuit)                                                           | Directoare a Departamentului Australian al Antarcticii                   | Kim Ellis                  | 6 februarie 2019  |
| Lord Howe, Insula                  | Noul Wales de Sud (Zonă neîncorporată cu autoguvernare din cadrul statului Noul Wales de Sud)       | Guvernatoare a Noului Wales de Sud                                       | Margaret Beazley           | 2 mai 2019        |
| Lord Howe, Insula                  | Noul Wales de Sud (Zonă neîncorporată cu autoguvernare din cadrul statului Noul Wales de Sud)       | Premierǎ a Noului Wales de Sud                                           | Gladys Berejiklian         | 23 ianuarie 2017  |
| Lord Howe, Insula                  | Noul Wales de Sud (Zonă neîncorporată cu autoguvernare din cadrul statului Noul Wales de Sud)       | Președintǎ a Consiliului Insulei Lord Howe                               | Anissa Levy                | 15 iulie 2019     |
| Lord Howe, Insula                  | Noul Wales de Sud (Zonă neîncorporată cu autoguvernare din cadrul statului Noul Wales de Sud)       | Director executiv al Consiliului Insulei Lord Howe                       | Peter Adams                | 30 iunie 2018     |
| Macquarie, Insula                  | Tasmania (Insuliță nelocuită și izolată atașată Consiliul Huon Valley din cadrul statului Tasmania) | Guvernatoare a Tasmaniei                                                 | Kate Warner                | 10 decembrie 2014 |
| Macquarie, Insula                  | Tasmania (Insuliță nelocuită și izolată atașată Consiliul Huon Valley din cadrul statului Tasmania) | Premieri ai Tasmaniei (succesivi)                                        | Peter Gutwein              | 20 ianuarie 2020  |
| Macquarie, Insula                  | Tasmania (Insuliță nelocuită și izolată atașată Consiliul Huon Valley din cadrul statului Tasmania) | Premieri ai Tasmaniei (succesivi)                                        | Will Hodgman               | 24 martie 2014    |
| Macquarie, Insula                  | Tasmania (Insuliță nelocuită și izolată atașată Consiliul Huon Valley din cadrul statului Tasmania) | Primar al Consiliului Huon Valley                                        | Bec Enders                 | noiembrie 2018    |
| Macquarie, Insula                  | Tasmania (Insuliță nelocuită și izolată atașată Consiliul Huon Valley din cadrul statului Tasmania) | Director executiv al Consiliului Huon Valley                             | Emilio Reale               | 14 martie 2017    |
| Macquarie, Insula                  | Tasmania (Insuliță nelocuită și izolată atașată Consiliul Huon Valley din cadrul statului Tasmania) | Secretari adjuncți pentru Parcuri și Faunǎ ai Tasmaniei                  | Louise Wilson (interimarǎ) | 12 decembrie 2020 |
| Macquarie, Insula                  | Tasmania (Insuliță nelocuită și izolată atașată Consiliul Huon Valley din cadrul statului Tasmania) | Secretari adjuncți pentru Parcuri și Faunǎ ai Tasmaniei                  | Jason Jacobi               | 9 ianuarie 2017   |
| Mării de Coral, Insulele           | Australia · (Teritoriu exterior nelocuit)                                                           | Regină a Australiei                                                      | Elisabeta a II-a           | 6 februarie 1952  |
| Mării de Coral, Insulele           | Australia · (Teritoriu exterior nelocuit)                                                           | Guvernator general al Australiei                                         | David Hurley               | 1 iulie 2019      |
| Mării de Coral, Insulele           | Australia · (Teritoriu exterior nelocuit)                                                           | Ministru asistent pentru Dezvoltare Regională și Teritorii al Australiei | Nola Marino                | 29 mai 2019       |
| Norfolk, Insula                    | Australia · (Teritoriu asociat cu autoguvernare)                                                    | Regină a Australiei                                                      | Elisabeta a II-a           | 6 februarie 1952  |
| Norfolk, Insula                    | Australia · (Teritoriu asociat cu autoguvernare)                                                    | Guvernator general al Australiei                                         | David Hurley               | 1 iulie 2019      |
| Norfolk, Insula                    | Australia · (Teritoriu asociat cu autoguvernare)                                                    | Administrator                                                            | Eric Hutchinson            | 1 aprilie 2017    |
| Norfolk, Insula                    | Australia · (Teritoriu asociat cu autoguvernare)                                                    | Director general al Consiliului Regional Norfolk (succesivi)             | Andrew Roach               | 6 ianuarie 2020   |
| Norfolk, Insula                    | Australia · (Teritoriu asociat cu autoguvernare)                                                    | Director general al Consiliului Regional Norfolk (succesivi)             | Bruce Taylor (interimar)   | 21 august 2019    |
| Norfolk, Insula                    | Australia · (Teritoriu asociat cu autoguvernare)                                                    | Primar                                                                   | Robin Adams                | 6 iulie 2016      |
| Strâmtorii Torres, Insulele        | Queensland (Teritoriu cu un statut special aparținând statului Queensland)                          | Guvernator al statului Queensland                                        | Paul de Jersey             | 29 iulie 2014     |
| Strâmtorii Torres, Insulele        | Queensland (Teritoriu cu un statut special aparținând statului Queensland)                          | Premier al statului Queensland                                           | Annastacia Palaszczuk      | 15 februarie 2015 |
| Strâmtorii Torres, Insulele        | Queensland (Teritoriu cu un statut special aparținând statului Queensland)                          | Președinte al Autorității Regionale a Strâmtorii Torres                  | Pedro Stephen Napau        | octombrie 2016    |
| Zona Antarctică Australiană        | Australia · (Teritoriu exterior)                                                                    | Regină a Australiei                                                      | Elisabeta a II-a           | 6 februarie 1952  |
| Zona Antarctică Australiană        | Australia · (Teritoriu exterior)                                                                    | Guvernator general al Australiei                                         | David Hurley               | 1 iulie 2019      |
| Zona Antarctică Australiană        | Australia · (Teritoriu exterior)                                                                    | Directoare a Departamentului Australian al Antarcticii                   | Kim Ellis                  | 6 februarie 2019  |

## Teritorii britanice de peste mări și dependențe ale coroanei britanice
| Teritoriu                                                                                  | Suveranitate și statut                                                                                              | Funcția | Numele                                     | Începând cu        |
| ------------------------------------------------------------------------------------------ | --- | --- | ------------------------------------------ | ------------------ |
| Akrotiri și Dhekelia, Zonele Bazelor Suverane                                              | Regatul Unit (Baze militare suverane)                                                                               | Regină a Regatului Unit                                                                                     | Elisabeta a II-a                           | 6 februarie 1952   |
| Akrotiri și Dhekelia, Zonele Bazelor Suverane                                              | Regatul Unit (Baze militare suverane)                                                                               | Administrator                                                                                               | Rob Thomson                                | 26 septembrie 2019 |
| Alderney                                                                                   | Guernsey (Dependență a bailiwick-ului Guernsey)                                                                     | Locotenent guvernator al bailiwick-ului Guernsey                                                            | sir Ian Corder                             | 14 martie 2016     |
| Alderney                                                                                   | Guernsey (Dependență a bailiwick-ului Guernsey)                                                                     | Bailiffi de Guernsey (succesivi)                                                                            | Richard McMahon                            | 9 mai 2020         |
| Alderney                                                                                   | Guernsey (Dependență a bailiwick-ului Guernsey)                                                                     | Bailiffi de Guernsey (succesivi)                                                                            | sir Richard Collas                         | 23 martie 2012     |
| Alderney                                                                                   | Guernsey (Dependență a bailiwick-ului Guernsey)                                                                     | Președinți ai Comitetului pentru Politici și Resurse al bailiwick-ului Guernsey (miniștri șefi) (succesivi) | Peter Ferbrache                            | 16 octombrie 2020  |
| Alderney                                                                                   | Guernsey (Dependență a bailiwick-ului Guernsey)                                                                     | Președinți ai Comitetului pentru Politici și Resurse al bailiwick-ului Guernsey (miniștri șefi) (succesivi) | Gavin St. Pier                             | 6 mai 2016         |
| Alderney                                                                                   | Guernsey (Dependență a bailiwick-ului Guernsey)                                                                     | Președinte al Statelor                                                                                      | William Tate                               | 21 iunie 2019      |
| Anguilla                                                                                   | Regatul Unit (Teritoriu de peste mări)                                                                              | Regină a Regatului Unit                                                                                     | Elisabeta a II-a                           | 6 februarie 1952   |
| Anguilla                                                                                   | Regatul Unit (Teritoriu de peste mări)                                                                              | Guvernatori (succesivi)                                                                                     | Perin Bradley (interimar)                  | 30 decembrie 2020  |
| Anguilla                                                                                   | Regatul Unit (Teritoriu de peste mări)                                                                              | Guvernatori (succesivi)                                                                                     | Tim Foy                                    | 21 august 2017     |
| Anguilla                                                                                   | Regatul Unit (Teritoriu de peste mări)                                                                              | Premieri (succesivi)                                                                                        | Ellis Webster                              | 30 iunie 2020      |
| Anguilla                                                                                   | Regatul Unit (Teritoriu de peste mări)                                                                              | Premieri (succesivi)                                                                                        | Victor Banks                               | 14 mai 2019        |
| Ascensión. Insula                                                                          | Sfânta Elena, Ascension și Tristan da Cunha (Componentă a teritoriului Sfânta Elena, Ascensión și Tristan da Cunha) | Guvernator al teritoriului Sfânta Elena, Ascensión și Tristan da Cunha                                      | Philip Rushbrook                           | 11 mai 2019        |
| Ascensión. Insula                                                                          | Sfânta Elena, Ascension și Tristan da Cunha (Componentă a teritoriului Sfânta Elena, Ascensión și Tristan da Cunha) | Administratori (succesivi)                                                                                  | Xander Halliwell (interimar)               | 13 decembrie 2020  |
| Ascensión. Insula                                                                          | Sfânta Elena, Ascension și Tristan da Cunha (Componentă a teritoriului Sfânta Elena, Ascensión și Tristan da Cunha) | Administratori (succesivi)                                                                                  | Sean Burns                                 | 15 martie 2020     |
| Ascensión. Insula                                                                          | Sfânta Elena, Ascension și Tristan da Cunha (Componentă a teritoriului Sfânta Elena, Ascensión și Tristan da Cunha) | Administratori (succesivi)                                                                                  | Steven Chandler                            | 13 martie 2019     |
| Bermude, Insulele                                                                          | Regatul Unit (Teritoriu de peste mări)                                                                              | Regină a Regatului Unit                                                                                     | Elisabeta a II-a                           | 6 februarie 1952   |
| Bermude, Insulele                                                                          | Regatul Unit (Teritoriu de peste mări)                                                                              | Guvernatori (succesivi)                                                                                     | Rena Lalgie                                | 14 decembrie 2020  |
| Bermude, Insulele                                                                          | Regatul Unit (Teritoriu de peste mări)                                                                              | Guvernatori (succesivi)                                                                                     | Alison Crocket (interimară)                | 12 decembrie 2020  |
| Bermude, Insulele                                                                          | Regatul Unit (Teritoriu de peste mări)                                                                              | Guvernatori (succesivi)                                                                                     | John Rankin                                | 5 decembrie 2016   |
| Bermude, Insulele                                                                          | Regatul Unit (Teritoriu de peste mări)                                                                              | Premier | David Burt                                 | 17 iulie 2017      |
| Brecqhou                                                                                   | Sark (Insulă proprietate privată, componentă a senioriei Sark) (statut în dispută)                                  | Locotenent guvernator al bailiwick-ului Guernsey                                                            | sir Ian Corder                             | 14 martie 2016     |
| Brecqhou                                                                                   | Sark (Insulă proprietate privată, componentă a senioriei Sark) (statut în dispută)                                  | Bailiffi de Guernsey (succesivi)                                                                            | Richard McMahon                            | 9 mai 2020         |
| Brecqhou                                                                                   | Sark (Insulă proprietate privată, componentă a senioriei Sark) (statut în dispută)                                  | Bailiffi de Guernsey (succesivi)                                                                            | Richard Collas                             | 23 martie 2012     |
| Brecqhou                                                                                   | Sark (Insulă proprietate privată, componentă a senioriei Sark) (statut în dispută)                                  | Președinți ai Comitetului pentru Politici și Resurse al bailiwick-ului Guernsey (miniștri șefi) (succesivi) | Peter Ferbrache                            | 16 octombrie 2020  |
| Brecqhou                                                                                   | Sark (Insulă proprietate privată, componentă a senioriei Sark) (statut în dispută)                                  | Președinți ai Comitetului pentru Politici și Resurse al bailiwick-ului Guernsey (miniștri șefi) (succesivi) | Gavin St. Pier                             | 6 mai 2016         |
| Brecqhou                                                                                   | Sark (Insulă proprietate privată, componentă a senioriei Sark) (statut în dispută)                                  | Senior de Sark                                                                                              | Christopher Beaumont                       | 3 iulie 2016       |
| Brecqhou                                                                                   | Sark (Insulă proprietate privată, componentă a senioriei Sark) (statut în dispută)                                  | Tenants | sir David Barclay și sir Frederick Barclay | septembrie 1993    |
| Cayman, Insulele                                                                           | Regatul Unit (Teritoriu de peste mări)                                                                              | Regină a Regatului Unit                                                                                     | Elisabeta a II-a                           | 6 februarie 1952   |
| Cayman, Insulele                                                                           | Regatul Unit (Teritoriu de peste mări)                                                                              | Guvernator                                                                                                  | Martyn Roper                               | 29 octombrie 2018  |
| Cayman, Insulele                                                                           | Regatul Unit (Teritoriu de peste mări)                                                                              | Premier | Alden McLaughlin                           | 29 mai 2013        |
| Falkland, Insulele                                                                         | Regatul Unit (Teritoriu de peste mări),                                                                             | Regină a Regatului Unit                                                                                     | Elisabeta a II-a                           | 6 februarie 1952   |
| Falkland, Insulele                                                                         | Regatul Unit (Teritoriu de peste mări),                                                                             | Guvernator                                                                                                  | Nigel Phillips                             | 12 septembrie 2017 |
| Falkland, Insulele                                                                         | Regatul Unit (Teritoriu de peste mări),                                                                             | Șef al executivului                                                                                         | Barry Rowland                              | 6 octombrie 2016   |
| Georgia de Sud și Sandwich de Sud, Insulele (SGSSI)                                        | Regatul Unit (Teritoriu de peste mări),                                                                             | Regină a Regatului Unit                                                                                     | Elisabeta a II-a                           | 6 februarie 1952   |
| Georgia de Sud și Sandwich de Sud, Insulele (SGSSI)                                        | Regatul Unit (Teritoriu de peste mări),                                                                             | Comisar ,                                                                                                   | Nigel Phillips                             | 12 septembrie 2017 |
| Georgia de Sud și Sandwich de Sud, Insulele (SGSSI)                                        | Regatul Unit (Teritoriu de peste mări),                                                                             | Administratoare șefǎ                                                                                        | Helen Havercroft                           | iunie 2018         |
| Gibraltar                                                                                  | Regatul Unit (Teritoriu de peste mări)                                                                              | Regină a Regatului Unit                                                                                     | Elisabeta a II-a                           | 6 februarie 1952   |
| Gibraltar                                                                                  | Regatul Unit (Teritoriu de peste mări)                                                                              | Guvernatori (succesivi)                                                                                     | sir David Steel                            | 11 iunie 2020      |
| Gibraltar                                                                                  | Regatul Unit (Teritoriu de peste mări)                                                                              | Guvernatori (succesivi)                                                                                     | Nick Pyle (interimar)                      | 18 februarie 2020  |
| Gibraltar                                                                                  | Regatul Unit (Teritoriu de peste mări)                                                                              | Guvernatori (succesivi)                                                                                     | Edward Davis                               | 19 ianuarie 2016   |
| Gibraltar                                                                                  | Regatul Unit (Teritoriu de peste mări)                                                                              | Ministru Șef                                                                                                | Fabian Picardo                             | 9 decembrie 2011   |
| Guernsey                                                                                   | Coroana briranică (Dependență a Coroanei Britanice)                                                                 | Regină a Regatului Unit, Duce de Normandia                                                                  | Elisabeta a II-a                           | 6 februarie 1952   |
| Guernsey                                                                                   | Coroana briranică (Dependență a Coroanei Britanice)                                                                 | Locotenent guvernator                                                                                       | sir Ian Corder                             | 14 martie 2016     |
| Guernsey                                                                                   | Coroana briranică (Dependență a Coroanei Britanice)                                                                 | Bailiffi (succesivi)                                                                                        | Richard McMahon                            | 9 mai 2020         |
| Guernsey                                                                                   | Coroana briranică (Dependență a Coroanei Britanice)                                                                 | Bailiffi (succesivi)                                                                                        | sir Richard Collas                         | 23 martie 2012     |
| Guernsey                                                                                   | Coroana briranică (Dependență a Coroanei Britanice)                                                                 | Președinți ai Comitetului pentru Politici și Resurse (miniștri șefi) (succesivi)                            | Peter Ferbrache                            | 16 octombrie 2020  |
| Guernsey                                                                                   | Coroana briranică (Dependență a Coroanei Britanice)                                                                 | Președinți ai Comitetului pentru Politici și Resurse (miniștri șefi) (succesivi)                            | Gavin St. Pier                             | 6 mai 2016         |
| Herm                                                                                       | Guernsey (Dependență a bailiwick-ului Guernsey)                                                                     | Locotenent guvernator al bailiwick-ului Guernsey                                                            | sir Ian Corder                             | 14 martie 2016     |
| Herm                                                                                       | Guernsey (Dependență a bailiwick-ului Guernsey)                                                                     | Bailiffi de Guernsey (succesivi)                                                                            | Richard McMahon                            | 9 mai 2020         |
| Herm                                                                                       | Guernsey (Dependență a bailiwick-ului Guernsey)                                                                     | Bailiffi de Guernsey (succesivi)                                                                            | sir Richard Collas                         | 23 martie 2012     |
| Herm                                                                                       | Guernsey (Dependență a bailiwick-ului Guernsey)                                                                     | Președinți ai Comitetului pentru Politici și Resurse al bailiwick-ului Guernsey (miniștri șefi) (succesivi) | Peter Ferbrache                            | 16 octombrie 2020  |
| Herm                                                                                       | Guernsey (Dependență a bailiwick-ului Guernsey)                                                                     | Președinți ai Comitetului pentru Politici și Resurse al bailiwick-ului Guernsey (miniștri șefi) (succesivi) | Gavin St. Pier                             | 6 mai 2016         |
| Herm                                                                                       | Guernsey (Dependență a bailiwick-ului Guernsey)                                                                     | Tenants | John Singer și Julia Singer                | 1 octombrie 2008   |
| Jersey                                                                                     | Coroana briranică (Dependență a Coroanei Britanice)                                                                 | Regină a Regatului Unit, Duce de Normandia                                                                  | Elisabeta a II-a                           | 6 februarie 1952   |
| Jersey                                                                                     | Coroana briranică (Dependență a Coroanei Britanice)                                                                 | Locotenent guvernator                                                                                       | sir Stephen Dalton                         | 13 martie 2017     |
| Jersey                                                                                     | Coroana briranică (Dependență a Coroanei Britanice)                                                                 | Bailiff | Tim Le Cocq                                | 12 octombrie 2019  |
| Jersey                                                                                     | Coroana briranică (Dependență a Coroanei Britanice)                                                                 | Ministru Șef                                                                                                | John Le Fondré Jr                          | 4 iunie 2018       |
| Jethou                                                                                     | Guernsey (Dependență a bailiwick-ului Guernsey                                                                      | Locotenent guvernator al bailiwick-ului Guernsey                                                            | sir Ian Corder                             | 14 martie 2016     |
| Jethou                                                                                     | Guernsey (Dependență a bailiwick-ului Guernsey                                                                      | Bailiffi de Guernsey (succesivi)                                                                            | Richard McMahon                            | 9 mai 2020         |
| Jethou                                                                                     | Guernsey (Dependență a bailiwick-ului Guernsey                                                                      | Bailiffi de Guernsey (succesivi)                                                                            | sir Richard Collas                         | 23 martie 2012     |
| Jethou                                                                                     | Guernsey (Dependență a bailiwick-ului Guernsey                                                                      | Președinți ai Comitetului pentru Politici și Resurse al bailiwick-ului Guernsey (miniștri șefi) (succesivi) | Peter Ferbrache                            | 16 octombrie 2020  |
| Jethou                                                                                     | Guernsey (Dependență a bailiwick-ului Guernsey                                                                      | Președinți ai Comitetului pentru Politici și Resurse al bailiwick-ului Guernsey (miniștri șefi) (succesivi) | Gavin St. Pier                             | 6 mai 2016         |
| Jethou                                                                                     | Guernsey (Dependență a bailiwick-ului Guernsey                                                                      | Subtenants                                                                                                  | sir Peter Ogden și sir Philip Hulme        | 1995               |
| Lihou                                                                                      | Guernsey (Dependență a bailiwick-ului Guernsey)                                                                     | Locotenent guvernator al bailiwick-ului Guernsey                                                            | sir Ian Corder                             | 14 martie 2016     |
| Lihou                                                                                      | Guernsey (Dependență a bailiwick-ului Guernsey)                                                                     | Bailiffi de Guernsey (succesivi)                                                                            | Richard McMahon                            | 9 mai 2020         |
| Lihou                                                                                      | Guernsey (Dependență a bailiwick-ului Guernsey)                                                                     | Bailiffi de Guernsey (succesivi)                                                                            | sir Richard Collas                         | 23 martie 2012     |
| Lihou                                                                                      | Guernsey (Dependență a bailiwick-ului Guernsey)                                                                     | Președinți ai Comitetului pentru Politici și Resurse al bailiwick-ului Guernsey (miniștri șefi) (succesivi) | Peter Ferbrache                            | 16 octombrie 2020  |
| Lihou                                                                                      | Guernsey (Dependență a bailiwick-ului Guernsey)                                                                     | Președinți ai Comitetului pentru Politici și Resurse al bailiwick-ului Guernsey (miniștri șefi) (succesivi) | Gavin St. Pier                             | 6 mai 2016         |
| Lihou                                                                                      | Guernsey (Dependență a bailiwick-ului Guernsey)                                                                     | Administrator                                                                                               | Steve Sarre                                | septembrie 2019    |
| Man, Insula                                                                                | Coroana briranică (Dependență a Coroanei Britanice)                                                                 | Regină a Regatului Unit, Lord de Man                                                                        | Elisabeta a II-a                           | 6 februarie 1952   |
| Man, Insula                                                                                | Coroana briranică (Dependență a Coroanei Britanice)                                                                 | Locotenent guvernator                                                                                       | sir Richard Gozney                         | 27 mai 2016        |
| Man, Insula                                                                                | Coroana briranică (Dependență a Coroanei Britanice)                                                                 | Prim deemster                                                                                               | Andrew Corlett                             | 10 iulie 2018      |
| Man, Insula                                                                                | Coroana briranică (Dependență a Coroanei Britanice)                                                                 | Ministru Șef                                                                                                | Howard Quayle                              | 11 octombrie 2016  |
| Montserrat                                                                                 | Regatul Unit (Teritoriu de peste mări)                                                                              | Regină a Regatului Unit                                                                                     | Elisabeta a II-a                           | 6 februarie 1952   |
| Montserrat                                                                                 | Regatul Unit (Teritoriu de peste mări)                                                                              | Guvernator                                                                                                  | Andrew Pearce                              | 1 februarie 2018   |
| Montserrat                                                                                 | Regatul Unit (Teritoriu de peste mări)                                                                              | Premier | Easton Taylor-Farrell                      | 19 noiembrie 2019  |
| Pitcairn, Insulele                                                                         | Regatul Unit (Teritoriu de peste mări)                                                                              | Regină a Regatului Unit                                                                                     | Elisabeta a II-a                           | 6 februarie 1952   |
| Pitcairn, Insulele                                                                         | Regatul Unit (Teritoriu de peste mări)                                                                              | Guvernatoare                                                                                                | Laura Clarke                               | 23 ianuaie 2018    |
| Pitcairn, Insulele                                                                         | Regatul Unit (Teritoriu de peste mări)                                                                              | Administratori (succesivi)                                                                                  | Mark Tomlinson                             | decembrie 2020     |
| Pitcairn, Insulele                                                                         | Regatul Unit (Teritoriu de peste mări)                                                                              | Administratori (succesivi)                                                                                  | Nick Kennedy                               | septembrie 2018    |
| Pitcairn, Insulele                                                                         | Regatul Unit (Teritoriu de peste mări)                                                                              | Primar | Charlene Warren-Peu                        | 1 ianuarie 2020    |
| Rockall                                                                                    | Scoția [Stâncă nelocuită și izolată atașată Consiliului Unitar Hebridele Exterioare (na h-Eileanan Siar)]           | Secretar de Stat pentru Scoția                                                                              | Alister Jack                               | 25 iulie 2020      |
| Rockall                                                                                    | Scoția [Stâncă nelocuită și izolată atașată Consiliului Unitar Hebridele Exterioare (na h-Eileanan Siar)]           | Prim ministru al Scoției                                                                                    | Nicola Sturgeon                            | 19 noiembrie 2014  |
| Rockall                                                                                    | Scoția [Stâncă nelocuită și izolată atașată Consiliului Unitar Hebridele Exterioare (na h-Eileanan Siar)]           | Președinte al Consiliului Hebridelor Exterioare                                                             | Norman A Macdonald                         | 10 mai 2012        |
| Rockall                                                                                    | Scoția [Stâncă nelocuită și izolată atașată Consiliului Unitar Hebridele Exterioare (na h-Eileanan Siar)]           | Lider al Consiliului Hebridelor Exterioare                                                                  | Roddie MacKey                              | 16 mai 2017        |
| Rockall                                                                                    | Scoția [Stâncă nelocuită și izolată atașată Consiliului Unitar Hebridele Exterioare (na h-Eileanan Siar)]           | Director executiv al Consiliului Hebridelor Exterioare                                                      | Malcolm Burr                               | octombrie 2005     |
| Sark                                                                                       | Guernsey (Dependență a bailiwick-ului Guernsey)                                                                     | Locotenent guvernator al bailiwick-ului Guernsey                                                            | sir Ian Corder                             | 14 martie 2016     |
| Sark                                                                                       | Guernsey (Dependență a bailiwick-ului Guernsey)                                                                     | Bailiffi de Guernsey (succesivi)                                                                            | Richard McMahon                            | 9 mai 2020         |
| Sark                                                                                       | Guernsey (Dependență a bailiwick-ului Guernsey)                                                                     | Bailiffi de Guernsey (succesivi)                                                                            | sir Richard Collas                         | 23 martie 2012     |
| Sark                                                                                       | Guernsey (Dependență a bailiwick-ului Guernsey)                                                                     | Președinți ai Comitetului pentru Politici și Resurse al bailiwick-ului Guernsey (miniștri șefi) (succesivi) | Peter Ferbrache                            | 16 octombrie 2020  |
| Sark                                                                                       | Guernsey (Dependență a bailiwick-ului Guernsey)                                                                     | Președinți ai Comitetului pentru Politici și Resurse al bailiwick-ului Guernsey (miniștri șefi) (succesivi) | Gavin St. Pier                             | 6 mai 2016         |
| Sark                                                                                       | Guernsey (Dependență a bailiwick-ului Guernsey)                                                                     | Senior | Christopher Beaumont                       | 3 iulie 2016       |
| Sfânta Elena, Ascension și Tristan da Cunha (Saint Helena, Ascension and Tristan da Cunha) | Regatul Unit (Teritoriu de peste mări)                                                                              | Regină a Regatului Unit                                                                                     | Elisabeta a II-a                           | 6 februarie 1952   |
| Sfânta Elena, Ascension și Tristan da Cunha (Saint Helena, Ascension and Tristan da Cunha) | Regatul Unit (Teritoriu de peste mări)                                                                              | Guvernator                                                                                                  | Philip Rushbrook                           | 11 mai 2019        |
| Teritoriul Arctic Britanic (BAT)                                                           | Regatul Unit (Teritoriu de peste mări)                                                                              | Regină a Regatului Unit                                                                                     | Elisabeta a II-a                           | 6 februarie 1952   |
| Teritoriul Arctic Britanic (BAT)                                                           | Regatul Unit (Teritoriu de peste mări)                                                                              | Comisar | Ben Merrick                                | 7 august 2017      |
| Teritoriul Arctic Britanic (BAT)                                                           | Regatul Unit (Teritoriu de peste mări)                                                                              | Administratori (succesivi)                                                                                  | George Clarkson                            | 1 octombrie 2020   |
| Teritoriul Arctic Britanic (BAT)                                                           | Regatul Unit (Teritoriu de peste mări)                                                                              | Administratori (succesivi)                                                                                  | Stuart Doubleday                           | 15 februarie 2016  |
| Teritoriul Britanic din Oceanul Indian (BIOT)                                              | Regatul Unit (Teritoriu de peste mări)                                                                              | Regină a Regatului Unit                                                                                     | Elisabeta a II-a                           | 6 februarie 1952   |
| Teritoriul Britanic din Oceanul Indian (BIOT)                                              | Regatul Unit (Teritoriu de peste mări)                                                                              | Comisar | Ben Merrick                                | 7 august 2017      |
| Teritoriul Britanic din Oceanul Indian (BIOT)                                              | Regatul Unit (Teritoriu de peste mări)                                                                              | Administratori (succesivi)                                                                                  | Kit Pyman                                  | ianuarie 2020      |
| Teritoriul Britanic din Oceanul Indian (BIOT)                                              | Regatul Unit (Teritoriu de peste mări)                                                                              | Administratori (succesivi)                                                                                  | Linsey Billing                             | iulie 2017         |
| Teritoriul Britanic din Oceanul Indian (BIOT)                                              | Regatul Unit (Teritoriu de peste mări)                                                                              | Reprezentantǎ a comisarului                                                                                 | Kay Burbidge                               | 19 aprilie 2019    |
| Tristan da Cunha                                                                           | Sfânta Elena, Ascension și Tristan da Cunha (Componenră a teritoriului Sfânta Elena, Ascensión și Tristan da Cunha) | Guvernator al teritoriului Sfânta Elena, Ascensión și Tristan da Cunha                                      | Philip Rushbrook                           | 11 mai 2019        |
| Tristan da Cunha                                                                           | Sfânta Elena, Ascension și Tristan da Cunha (Componenră a teritoriului Sfânta Elena, Ascensión și Tristan da Cunha) | Administratori (succesivi)                                                                                  | Steve Townsend                             | 31 iulie 2020      |
| Tristan da Cunha                                                                           | Sfânta Elena, Ascension și Tristan da Cunha (Componenră a teritoriului Sfânta Elena, Ascensión și Tristan da Cunha) | Administratori (succesivi)                                                                                  | Fiona Kilpatrick                           | 31 iulie 2020      |
| Tristan da Cunha                                                                           | Sfânta Elena, Ascension și Tristan da Cunha (Componenră a teritoriului Sfânta Elena, Ascensión și Tristan da Cunha) | Administratori (succesivi)                                                                                  | Steve Townsend                             | 30 aprilie 2020    |
| Tristan da Cunha                                                                           | Sfânta Elena, Ascension și Tristan da Cunha (Componenră a teritoriului Sfânta Elena, Ascensión și Tristan da Cunha) | Administratori (succesivi)                                                                                  | Fiona Kilpatrick                           | 24 ianuarie 2020   |
| Tristan da Cunha                                                                           | Sfânta Elena, Ascension și Tristan da Cunha (Componenră a teritoriului Sfânta Elena, Ascensión și Tristan da Cunha) | Administratori (succesivi)                                                                                  | Sean Burns ,                               | 28 noiembrie 2016  |
| Turks și Caicos, Insulele                                                                  | Regatul Unit (Teritoriu de peste mări)                                                                              | Regină a Regatului Unit                                                                                     | Elisabeta a II-a                           | 6 februarie 1952   |
| Turks și Caicos, Insulele                                                                  | Regatul Unit (Teritoriu de peste mări)                                                                              | Guvernator                                                                                                  | Nigel Dakin                                | 15 iulie 2019      |
| Turks și Caicos, Insulele                                                                  | Regatul Unit (Teritoriu de peste mări)                                                                              | Premier | Sharlene Cartwright-Robinson               | 20 decembrie 2016  |
| Virgine Britanice, Insulele (BVI)                                                          | Regatul Unit (Teritoriu de peste mări)                                                                              | Regină a Regatului Unit                                                                                     | Elisabeta a II-a                           | 6 februarie 1952   |
| Virgine Britanice, Insulele (BVI)                                                          | Regatul Unit (Teritoriu de peste mări)                                                                              | Guvernator                                                                                                  | Gus Jaspert                                | 22 august 2017     |
| Virgine Britanice, Insulele (BVI)                                                          | Regatul Unit (Teritoriu de peste mări)                                                                              | Premier | Andrew Fahie                               | 26 februarie 2019  |

## Departamente și colectivități de peste mări și teritorii cu statut special franceze
| Teritoriu                                                                                       | Suveranitate și statut                                        | Funcția                                                                           | Numele                         | Începând cu        |
| ----------------------------------------------------------------------------------------------- | ------------------------------------------------------------- | --------------------------------------------------------------------------------- | ------------------------------ | ------------------ |
| Clipperton, Insula                                                                              | Franța (Domeniu public maritim al statului nelocuit)          | Președinte al Republicii Franceze                                                 | Emmanuel Macron                | 14 mai 2017        |
| Clipperton, Insula                                                                              | Franța (Domeniu public maritim al statului nelocuit)          | Administratori (succesivi)                                                        | Sébastien Lecornu              | 6 iulie 2020       |
| Clipperton, Insula                                                                              | Franța (Domeniu public maritim al statului nelocuit)          | Administratori (succesivi)                                                        | Annick Girardin                | 17 mai 2017        |
| Clipperton, Insula                                                                              | Franța (Domeniu public maritim al statului nelocuit)          | Administrator delegat ,                                                           | Dominique Sorain               | 8 august 2019      |
| Domeniile franceze din Israel (Domeniul Național Francez din Țara Sfântă)                       | Franța (Posesiuni ale statului)                               | Președinte al Republicii Franceze                                                 | Emmanuel Macron                | 14 mai 2017        |
| Domeniile franceze din Israel (Domeniul Național Francez din Țara Sfântă)                       | Franța (Posesiuni ale statului)                               | Ministru al Europei și al Afacerilor Externe al Republicii Franceze               | Jean-Yves Le Drian             | 17 mai 2017        |
| Domeniile franceze din Israel (Domeniul Național Francez din Țara Sfântă)                       | Franța (Posesiuni ale statului)                               | Administrator                                                                     | René Troccaz                   | 30 iulie 2019      |
| Domeniile franceze din insula Sfânta Elena                                                      | Franța (Posesiuni ale statului)                               | Președinte al Republicii Franceze                                                 | Emmanuel Macron                | 14 mai 2017        |
| Domeniile franceze din insula Sfânta Elena                                                      | Franța (Posesiuni ale statului)                               | Ministru al Europei și al Afacerilor Externe al Republicii Franceze               | Jean-Yves Le Drian             | 17 mai 2017        |
| Domeniile franceze din insula Sfânta Elena                                                      | Franța (Posesiuni ale statului)                               | Consul onorar al Franței la Jamestown (Sfânta Elena)                              | Michel Dancoisne-Martineau     | 1 decembrie 1987   |
| Domeniile franceze din insula Sfânta Elena                                                      | Franța (Posesiuni ale statului)                               | Conservator                                                                       | Michel Dancoisne-Martineau     | 5 august 1991      |
| Domeniile franceze la Vatican (Fundația Așezămintelor Pioase ale Franței la Roma și la Lorette) | Franța (Posesiuni ale statului)                               | Președinte al Republicii Franceze                                                 | Emmanuel Macron                | 14 mai 2017        |
| Domeniile franceze la Vatican (Fundația Așezămintelor Pioase ale Franței la Roma și la Lorette) | Franța (Posesiuni ale statului)                               | Ministru al Europei și al Afacerilor Externe al Republicii Franceze               | Jean-Yves Le Drian             | 17 mai 2017        |
| Domeniile franceze la Vatican (Fundația Așezămintelor Pioase ale Franței la Roma și la Lorette) | Franța (Posesiuni ale statului)                               | Președintǎ a Congregației Generale                                                | Élisabeth Beton-Delègue        | 10 aprilie 2019    |
| Domeniile franceze la Vatican (Fundația Așezămintelor Pioase ale Franței la Roma și la Lorette) | Franța (Posesiuni ale statului)                               | Administrator al Fundației Așezămintelor Pioase ale Franței la Roma și la Lorette | părintele Michel Kubler        | 1 ianuarie 2019    |
| Guadelupa                                                                                       | Franța (Departament de peste mări)                            | Președinte al Republicii Franceze                                                 | Emmanuel Macron                | 14 mai 2017        |
| Guadelupa                                                                                       | Franța (Departament de peste mări)                            | Prefecți (succesivi)                                                              | Alexandre Rochatte             | 10 august 2020     |
| Guadelupa                                                                                       | Franța (Departament de peste mări)                            | Prefecți (succesivi)                                                              | Virginie Klès (interimară)     | 7 iulie 2020       |
| Guadelupa                                                                                       | Franța (Departament de peste mări)                            | Prefecți (succesivi)                                                              | Philippe Gustin                | 28 mai 2018        |
| Guadelupa                                                                                       | Franța (Departament de peste mări)                            | Președinte al Consilului Regional                                                 | Ary Chalus                     | 18 decembrie 2015  |
| Guadelupa                                                                                       | Franța (Departament de peste mări)                            | Președintă a Consililui Departamental                                             | Josette Borel-Lincertin        | 2 aprilie 2015     |
| Guyana Franceză                                                                                 | Franța (Departament de peste mări)                            | Președinte al Republicii Franceze                                                 | Emmanuel Macron                | 14 mai 2017        |
| Guyana Franceză                                                                                 | Franța (Departament de peste mări)                            | Prefecți (succesivi)                                                              | Thierry Queffelec              | 28 decembrie 2020  |
| Guyana Franceză                                                                                 | Franța (Departament de peste mări)                            | Prefecți (succesivi)                                                              | Paul-Marie Claudon (interimar) | 27 noiembrie 2020  |
| Guyana Franceză                                                                                 | Franța (Departament de peste mări)                            | Prefecți (succesivi)                                                              | Marc Del Grande                | 5 august 2019      |
| Guyana Franceză                                                                                 | Franța (Departament de peste mări)                            | Președinte al Adunării                                                            | Rodolphe Alexandre             | 18 decembrie 2015  |
| Casa Hauteville (Hauteville House)                                                              | Paris (proprietate a primăriei Parisului în Insula Guernesey) | Președinte al Republicii Franceze                                                 | Emmanuel Macron                | 14 mai 2017        |
| Casa Hauteville (Hauteville House)                                                              | Paris (proprietate a primăriei Parisului în Insula Guernesey) | Ministru al Europei și al Afacerilor Externe al Republicii Franceze               | Jean-Yves Le Drian             | 17 mai 2017        |
| Casa Hauteville (Hauteville House)                                                              | Paris (proprietate a primăriei Parisului în Insula Guernesey) | Primar al Parisului                                                               | Anne Hidalgo                   | 5 aprilie 2014     |
| Casa Hauteville (Hauteville House)                                                              | Paris (proprietate a primăriei Parisului în Insula Guernesey) | Consul onorar al Franței la Saint Peter Port (Guernsey)                           | Odile Blanchette               | ianuarie 2003      |
| Casa Hauteville (Hauteville House)                                                              | Paris (proprietate a primăriei Parisului în Insula Guernesey) | Conservatoare                                                                     | Odile Blanchette               | ianuarie 2003      |
| Martinica                                                                                       | Franța (Departament de peste mări)                            | Președinte al Republicii Franceze                                                 | Emmanuel Macron                | 14 mai 2017        |
| Martinica                                                                                       | Franța (Departament de peste mări)                            | Prefecți (succesivi)                                                              | Stanislas Cazelles             | 27 februarie 2020  |
| Martinica                                                                                       | Franța (Departament de peste mări)                            | Prefecți (succesivi)                                                              | Antoine Poussier (interimar)   | ianuarie 2020      |
| Martinica                                                                                       | Franța (Departament de peste mări)                            | Prefecți (succesivi)                                                              | Franck Robine                  | 19 iulie 2017      |
| Martinica                                                                                       | Franța (Departament de peste mări)                            | Președinte al Consiliului Executiv                                                | Alfred Marie-Jeanne            | 18 decembrie 2015  |
| Mayotte                                                                                         | Franța (Departament de peste mări)                            | Președinte al Republicii Franceze                                                 | Emmanuel Macron                | 14 mai 2017        |
| Mayotte                                                                                         | Franța (Departament de peste mări)                            | Prefect                                                                           | Jean-François Colombet         | 29 iulie 2019      |
| Mayotte                                                                                         | Franța (Departament de peste mări)                            | Președinte al Consililui Departamental                                            | Soibahadine Ibrahim Ramadani   | 2 aprilie 2015     |
| Noua Caledonie                                                                                  | Franța (Colectivitate de peste mări sui generis)              | Președinte al Republicii Franceze                                                 | Emmanuel Macron                | 14 mai 2017        |
| Noua Caledonie                                                                                  | Franța (Colectivitate de peste mări sui generis)              | Înalt Comisar al Republicii                                                       | Laurent Prévost                | 5 august 2019      |
| Noua Caledonie                                                                                  | Franța (Colectivitate de peste mări sui generis)              | Președinte al Guvernului                                                          | Thierry Santa                  | 9 iulie 2019       |
| Polinezia Franceză                                                                              | Franța (colectivitate de peste mări franceză)                 | Președinte al Republicii Franceze                                                 | Emmanuel Macron                | 14 mai 2017        |
| Polinezia Franceză                                                                              | Franța (colectivitate de peste mări franceză)                 | Înalt Comisar al Republicii                                                       | Dominique Sorain               | 8 august 2019      |
| Polinezia Franceză                                                                              | Franța (colectivitate de peste mări franceză)                 | Președinte                                                                        | Édouard Fritch                 | 12 septembrie 2014 |
| 'Réunion                                                                                        | Franța (Departament de peste mări)                            | Președinte al Republicii Franceze                                                 | Emmanuel Macron                | 14 mai 2017        |
| 'Réunion                                                                                        | Franța (Departament de peste mări)                            | Prefect                                                                           | Jacques Billant                | 17 iunie 2019      |
| 'Réunion                                                                                        | Franța (Departament de peste mări)                            | Președinte al Consiliului Regional                                                | Didier Robert                  | 26 martie 2011     |
| 'Réunion                                                                                        | Franța (Departament de peste mări)                            | Președinte al Consililui Departamental                                            | Cyrille Melchior               | 18 decembrie 2017  |
| Sfântul Bartolomeu (Saint Barthélemy)                                                           | Franța (Colectivitate de peste mări)                          | Președinte al Republicii Franceze                                                 | Emmanuel Macron                | 14 mai 2017        |
| Sfântul Bartolomeu (Saint Barthélemy)                                                           | Franța (Colectivitate de peste mări)                          | Prefecți (succesivi)                                                              | Alexandre Rochatte             | 10 august 2020     |
| Sfântul Bartolomeu (Saint Barthélemy)                                                           | Franța (Colectivitate de peste mări)                          | Prefecți (succesivi)                                                              | Virginie Klès (interimară)     | 7 iulie 2020       |
| Sfântul Bartolomeu (Saint Barthélemy)                                                           | Franța (Colectivitate de peste mări)                          | Prefecți (succesivi)                                                              | Philippe Gustin                | 28 mai 2018        |
| Sfântul Bartolomeu (Saint Barthélemy)                                                           | Franța (Colectivitate de peste mări)                          | Prefecți delegați (succesivi)                                                     | Serge Gouteyron                | 15 decembrie 2020  |
| Sfântul Bartolomeu (Saint Barthélemy)                                                           | Franța (Colectivitate de peste mări)                          | Prefecți delegați (succesivi)                                                     | Mikaël Doré (interimar)        | 4 decembrie 2020   |
| Sfântul Bartolomeu (Saint Barthélemy)                                                           | Franța (Colectivitate de peste mări)                          | Prefecți delegați (succesivi)                                                     | Sylvie Daniélo-Feucher         | 9 iulie 2018       |
| Sfântul Bartolomeu (Saint Barthélemy)                                                           | Franța (Colectivitate de peste mări)                          | Președinte al Consililui Teritorial                                               | Bruno Magras                   | 15 iulie 2007      |
| Sfântul Martin [Saint Martin (France)]                                                          | Franța (Colectivitate de peste mări)                          | Președinte al Republicii Franceze                                                 | Emmanuel Macron                | 14 mai 2017        |
| Sfântul Martin [Saint Martin (France)]                                                          | Franța (Colectivitate de peste mări)                          | Prefecți (succesivi)                                                              | Alexandre Rochatte             | 10 august 2020     |
| Sfântul Martin [Saint Martin (France)]                                                          | Franța (Colectivitate de peste mări)                          | Prefecți (succesivi)                                                              | Virginie Klès (interimară)     | 7 iulie 2020       |
| Sfântul Martin [Saint Martin (France)]                                                          | Franța (Colectivitate de peste mări)                          | Prefecți (succesivi)                                                              | Philippe Gustin                | 28 mai 2018        |
| Sfântul Martin [Saint Martin (France)]                                                          | Franța (Colectivitate de peste mări)                          | Prefecți delegați (succesivi)                                                     | Serge Gouteyron                | 15 decembrie 2020  |
| Sfântul Martin [Saint Martin (France)]                                                          | Franța (Colectivitate de peste mări)                          | Prefecți delegați (succesivi)                                                     | Mikaël Doré (interimar)        | 4 decembrie 2020   |
| Sfântul Martin [Saint Martin (France)]                                                          | Franța (Colectivitate de peste mări)                          | Prefecți delegați (succesivi)                                                     | Sylvie Daniélo-Feucher         | 9 iulie 2018       |
| Sfântul Martin [Saint Martin (France)]                                                          | Franța (Colectivitate de peste mări)                          | Președinte al Consililui Teritorial                                               | Daniel Gibbs                   | 3 aprilie 2017     |
| Sfântul Petru și Miquelon (Saint Pierre et Miquelon)                                            | Franța (Colectivitate de peste mări)                          | Președinte al Republicii Franceze                                                 | Emmanuel Macron                | 14 mai 2017        |
| Sfântul Petru și Miquelon (Saint Pierre et Miquelon)                                            | Franța (Colectivitate de peste mări)                          | Prefect                                                                           | Thierry Devimeux               | 17 ianuarie 2018   |
| Sfântul Petru și Miquelon (Saint Pierre et Miquelon)                                            | Franța (Colectivitate de peste mări)                          | Președinți ai Consililui Teritorial (succesivi)                                   | Bernard Briand                 | 13 octombrie 2020  |
| Sfântul Petru și Miquelon (Saint Pierre et Miquelon)                                            | Franța (Colectivitate de peste mări)                          | Președinți ai Consililui Teritorial (succesivi)                                   | Stéphane Lenormand             | 25 octombrie 2017  |
| Teritoriile australe și antarctice franceze (TAAF)                                              | Franța (Teritoriu de peste mări)                              | Președinte al Republicii Franceze                                                 | Emmanuel Macron                | 14 mai 2017        |
| Teritoriile australe și antarctice franceze (TAAF)                                              | Franța (Teritoriu de peste mări)                              | Prefecți administratori superiori (succesivi)                                     | Charles Giusti                 | 12 octombrie 2020  |
| Teritoriile australe și antarctice franceze (TAAF)                                              | Franța (Teritoriu de peste mări)                              | Prefecți administratori superiori (succesivi)                                     | Thierry Dousset (interimar)    | 17 septembrie 2020 |
| Teritoriile australe și antarctice franceze (TAAF)                                              | Franța (Teritoriu de peste mări)                              | Prefecți administratori superiori (succesivi)                                     | Évelyne Decorps                | 18 noiembrie 2018  |
| Wallis și Futuna (vezi și : §12)                                                                | Franța (Colectivitate de peste mări)                          | Președinte al Republicii Franceze                                                 | Emmanuel Macron                | 14 mai 2017        |
| Wallis și Futuna (vezi și : §12)                                                                | Franța (Colectivitate de peste mări)                          | Administratori superiori (succesivi) (succesivi)                                  | Christophe Lotigié (interimar) | 18 decembrie 2020  |
| Wallis și Futuna (vezi și : §12)                                                                | Franța (Colectivitate de peste mări)                          | Administratori superiori (succesivi) (succesivi)                                  | Thierry Queffelec              | 10 ianuarie 2019   |
| Wallis și Futuna (vezi și : §12)                                                                | Franța (Colectivitate de peste mări)                          | Președinți ai Adunării Teritoriale (succesivi)                                    | Nivaleta Iloai                 | 26 noiembrie 2020  |
| Wallis și Futuna (vezi și : §12)                                                                | Franța (Colectivitate de peste mări)                          | Președinți ai Adunării Teritoriale (succesivi)                                    | Atoloto Kolokilagi             | 29 noiembrie 2019  |

## Dependințe și teritorii speciale ale Norvegiei
| Teritoriu         | Suveranitate și statut                          | Funcția                                               | Numele            | Începând cu       |
| ----------------- | ----------------------------------------------- | ----------------------------------------------------- | ----------------- | ----------------- |
| Bouvet, Insula    | Norvegia · (Dependență nelocuită)               | Rege al Norvegiei                                     | Harald al V-lea , | 17 ianuarie 1991  |
| Bouvet, Insula    | Norvegia · (Dependență nelocuită)               | Director general al Departamentului Afacerilor Polare | Øystein Mortensen | 2 octombrie 2015  |
| Bouvet, Insula    | Norvegia · (Dependență nelocuită)               | Director al Institutului Polar Norvegian              | Ole Arve Misund   | 1 septembrie 2017 |
| Jan Mayen, Insula | Norvegia · (Componentă a Regatului Norvegiei)   | Rege al Norvegiei                                     | Harald al V-lea , | 17 ianuarie 1991  |
| Jan Mayen, Insula | Norvegia · (Componentă a Regatului Norvegiei)   | Administrator                                         | Tom Cato Karlsen  | 1 ianuarie 2019   |
| Petru I, Insula   | Norvegia · (Dependență nelocuită)               | Rege al Norvegiei                                     | Harald al V-lea , | 17 ianuarie 1991  |
| Petru I, Insula   | Norvegia · (Dependență nelocuită)               | Director general al Departamentului Afacerilor Polare | Øystein Mortensen | 2 octombrie 2015  |
| Petru I, Insula   | Norvegia · (Dependență nelocuită)               | Director al Institutului Polar Norvegian              | Ole Arve Misund   | 1 septembrie 2017 |
| Svalbard          | Norvegia · (Teritoriu cu suveranitate specială) | Rege al Norvegiei                                     | Harald al V-lea , | 17 ianuarie 1991  |
| Svalbard          | Norvegia · (Teritoriu cu suveranitate specială) | Guvernatoare (Sysselmann)                             | Kjerstin Askholt  | 10 octombrie 2015 |
| Țara Reginei Maud | Norvegia · (Dependență nelocuită)               | Rege al Norvegiei                                     | Harald al V-lea , | 17 ianuarie 1991  |
| Țara Reginei Maud | Norvegia · (Dependență nelocuită)               | Director general al Departamentului Afacerilor Polare | Øystein Mortensen | 2 octombrie 2015  |
| Țara Reginei Maud | Norvegia · (Dependență nelocuită)               | Director al Institutului Polar Norvegian              | Ole Arve Misund   | 1 septembrie 2017 |

## Dependințe și teritorii speciale ale Noii-Zeelande
| Teritoriu        | Suveranitate și statut                                 | Funcția                                         | Numele                      | Începând cu         |
| ---------------- | ------------------------------------------------------ | ----------------------------------------------- | --------------------------- | ------------------- |
| Cook, Insulele   | Noua Zeelandă · (Stat independent în liberă asociere)  | Regină a Noii Zeelende                          | Elisabeta a II-a            | 6 februarie 1952    |
| Cook, Insulele   | Noua Zeelandă · (Stat independent în liberă asociere)  | Reprezentant al reginei                         | sir Tom Marsters            | 27 iulie 2013       |
| Cook, Insulele   | Noua Zeelandă · (Stat independent în liberă asociere)  | Înalți Comisari ai Noii Zeelande (succesive)    | Tui Dewes                   | 21? septembrie 2020 |
| Cook, Insulele   | Noua Zeelandă · (Stat independent în liberă asociere)  | Înalți Comisari ai Noii Zeelande (succesive)    | Heléna Cook (interimară)    | 5 septembrie 2020   |
| Cook, Insulele   | Noua Zeelandă · (Stat independent în liberă asociere)  | Înalți Comisari ai Noii Zeelande (succesive)    | Rachel Bennett (interimară) | 9 decembrie 2019    |
| Cook, Insulele   | Noua Zeelandă · (Stat independent în liberă asociere)  | Prim-miniștri (succesivi)                       | Mark Brown                  | 30 septembrie 2020  |
| Cook, Insulele   | Noua Zeelandă · (Stat independent în liberă asociere)  | Prim-miniștri (succesivi)                       | Henry Puna                  | 30 noiembrie 2010   |
| Niue, Insule     | Noua Zeelandă · (Teritoriu autonom în liberă asociere) | Regină a Noii Zeelende                          | Elisabeta a II-a            | 6 februarie 1952    |
| Niue, Insule     | Noua Zeelandă · (Teritoriu autonom în liberă asociere) | Guvernatoare generală                           | dame Patsy Reddy            | 28 septembrie 2016  |
| Niue, Insule     | Noua Zeelandă · (Teritoriu autonom în liberă asociere) | Înalți Comisari ai Noii Zeelande (succesivi)    | Helen Tunnah                | 27 iulie 2020       |
| Niue, Insule     | Noua Zeelandă · (Teritoriu autonom în liberă asociere) | Înalți Comisari ai Noii Zeelande (succesivi)    | Nigel Ewels (interimar)     | 30 iunie 2020       |
| Niue, Insule     | Noua Zeelandă · (Teritoriu autonom în liberă asociere) | Înalți Comisari ai Noii Zeelande (succesivi)    | Kirk Yates                  | 16 mai 2018         |
| Niue, Insule     | Noua Zeelandă · (Teritoriu autonom în liberă asociere) | Premieri (succesivi)                            | Dalton Tagelagi             | 10 iunie 2020       |
| Niue, Insule     | Noua Zeelandă · (Teritoriu autonom în liberă asociere) | Premieri (succesivi)                            | Toke Tufukia Talagi         | 19 iunie 2008       |
| Ross, Dependența | Noua Zeelandă · (Dependență nelocuită)                 | Regină a Noii Zeelende                          | Elisabeta a II-a            | 6 februarie 1952    |
| Ross, Dependența | Noua Zeelandă · (Dependență nelocuită)                 | Guvernatoare generalǎ a Noii Zeelende           | dame Patsy Reddy            | 28 septembrie 2016  |
| Ross, Dependența | Noua Zeelandă · (Dependență nelocuită)                 | Directoare generalǎ a Antarcticii Noii Zeelende | Sarah Williamson            | iunie 2019          |
| Tokelau          | Noua Zeelandă · Teritoriu autonom în liberă asociere)  | Regină a Noii Zeelende                          | Elisabeta a II-a            | 6 februarie 1952    |
| Tokelau          | Noua Zeelandă · Teritoriu autonom în liberă asociere)  | Guvernatoare generalǎ a Noii Zeelende           | dame Patsy Reddy            | 28 septembrie 2016  |
| Tokelau          | Noua Zeelandă · Teritoriu autonom în liberă asociere)  | Administrator                                   | Ross Ardern                 | mai 2018            |
| Tokelau          | Noua Zeelandă · Teritoriu autonom în liberă asociere)  | Șefi ai Guvernului (Ulu o Tokelau) (succesivi)  | Fofo Tuisano                | 9 martie 2020       |
| Tokelau          | Noua Zeelandă · Teritoriu autonom în liberă asociere)  | Șefi ai Guvernului (Ulu o Tokelau) (succesivi)  | Kerisiano Kalolo            | 12 martie 2019      |

## Teritorii speciale ale Statelor Unite ale Americii
| Teritoriu                                         | Suveranitate și statut                                                                                             | Funcția                                                                                    | Numele                        | Începând cu        |
| ------------------------------------------------- | --- | ------------------------------------------------------------------------------------------ | ----------------------------- | ------------------ |
| Baker, Insula                                     | Statele Unite ale Americii · (Teritoriu neîncorporat, neorganizat, nelocuit)                                       | Președinte al Statelor Unite ale Americii                                                  | Donald Trump                  | 20 ianuarie 2017   |
| Baker, Insula                                     | Statele Unite ale Americii · (Teritoriu neîncorporat, neorganizat, nelocuit)                                       | Directoare ale Servicului Pescuitului și Faunei al Statelor Unite ale Americii (succesive) | Aurelia Skipwith              | 6 ianuarie 2020    |
| Baker, Insula                                     | Statele Unite ale Americii · (Teritoriu neîncorporat, neorganizat, nelocuit)                                       | Directoare ale Servicului Pescuitului și Faunei al Statelor Unite ale Americii (succesive) | Margaret Everson (interimară) | 12 noiembrie 2018  |
| Guam                                              | Statele Unite ale Americii · (Teritoriu neîncorporat, organizat)                                                   | Președinte al Statelor Unite ale Americii                                                  | Donald Trump                  | 20 ianuarie 2017   |
| Guam                                              | Statele Unite ale Americii · (Teritoriu neîncorporat, organizat)                                                   | Guvernator                                                                                 | Lou Leon Guerrero             | 7 ianuarie 2019    |
| Guantanamo, Stația Navală Golful (Gitmo sau GTMO) | Statele Unite ale Americii · (Bază navală închiriată)                                                              | Președinte al Statelor Unite ale Americii                                                  | Donald Trump                  | 20 ianuarie 2017   |
| Guantanamo, Stația Navală Golful (Gitmo sau GTMO) | Statele Unite ale Americii · (Bază navală închiriată)                                                              | Comandant al bazei                                                                         | John A. Fischer               | 21 iunie 2018      |
| Howland, Insula                                   | Statele Unite ale Americii · (Teritoriu neîncorporat, neorganizat, nelocuit)                                       | Președinte al Statelor Unite ale Americii                                                  | Donald Trump                  | 20 ianuarie 2017   |
| Howland, Insula                                   | Statele Unite ale Americii · (Teritoriu neîncorporat, neorganizat, nelocuit)                                       | Directoare ale Servicului Pescuitului și Faunei al Statelor Unite (succesive)              | Aurelia Skipwith              | 6 ianuarie 2020    |
| Howland, Insula                                   | Statele Unite ale Americii · (Teritoriu neîncorporat, neorganizat, nelocuit)                                       | Directoare ale Servicului Pescuitului și Faunei al Statelor Unite (succesive)              | Margaret Everson (interimară) | 12 noiembrie 2018  |
| Jarvis, Insula                                    | Statele Unite ale Americii · (Teritoriu neîncorporat, neorganizat, nelocuit)                                       | Președinte al Statelor Unite ale Americii                                                  | Donald Trump                  | 20 ianuarie 2017   |
| Jarvis, Insula                                    | Statele Unite ale Americii · (Teritoriu neîncorporat, neorganizat, nelocuit)                                       | Directoare ale Servicului Pescuitului și Faunei al Statelor Unite (succesive)              | Aurelia Skipwith              | 6 ianuarie 2020    |
| Jarvis, Insula                                    | Statele Unite ale Americii · (Teritoriu neîncorporat, neorganizat, nelocuit)                                       | Directoare ale Servicului Pescuitului și Faunei al Statelor Unite (succesive)              | Margaret Everson (interimară) | 12 noiembrie 2018  |
| Johnston, Atolul                                  | Statele Unite ale Americii · (Teritoriu neîncorporat, neorganizat, nelocuit)                                       | Președinte al Statelor Unite ale Americii                                                  | Donald Trump                  | 20 ianuarie 2017   |
| Johnston, Atolul                                  | Statele Unite ale Americii · (Teritoriu neîncorporat, neorganizat, nelocuit)                                       | Directoare ale Servicului Pescuitului și Faunei al Statelor Unite (succesive)              | Aurelia Skipwith              | 6 ianuarie 2020    |
| Johnston, Atolul                                  | Statele Unite ale Americii · (Teritoriu neîncorporat, neorganizat, nelocuit)                                       | Directoare ale Servicului Pescuitului și Faunei al Statelor Unite (succesive)              | Margaret Everson (interimară) | 12 noiembrie 2018  |
| Kingman Reciful                                   | Statele Unite ale Americii · (Teritoriu neîncorporat, neorganizat, nelocuit)                                       | Președinte al Statelor Unite ale Americii                                                  | Donald Trump                  | 20 ianuarie 2017   |
| Kingman Reciful                                   | Statele Unite ale Americii · (Teritoriu neîncorporat, neorganizat, nelocuit)                                       | Directoare ale Servicului Pescuitului și Faunei al Statelor Unite (succesive)              | Aurelia Skipwith              | 6 ianuarie 2020    |
| Kingman Reciful                                   | Statele Unite ale Americii · (Teritoriu neîncorporat, neorganizat, nelocuit)                                       | Directoare ale Servicului Pescuitului și Faunei al Statelor Unite (succesive)              | Margaret Everson (interimară) | 12 noiembrie 2018  |
| Mariane de Nord, Insulele                         | Statele Unite ale Americii · (Stat liber asociat cu Statele Unite ale Americii, teritoriu neîncorporat, organizat) | Președinte al Statelor Unite ale Americii                                                  | Donald Trump                  | 20 ianuarie 2017   |
| Mariane de Nord, Insulele                         | Statele Unite ale Americii · (Stat liber asociat cu Statele Unite ale Americii, teritoriu neîncorporat, organizat) | Guvernator                                                                                 | Ralph Torres                  | 29 decembrie 2015  |
| Midway, Atolul                                    | Statele Unite ale Americii · (Teritoriu neîncorporat, neorganizat, nelocuit)                                       | Președinte al Statelor Unite ale Americii                                                  | Donald Trump                  | 20 ianuarie 2017   |
| Midway, Atolul                                    | Statele Unite ale Americii · (Teritoriu neîncorporat, neorganizat, nelocuit)                                       | Directoare ale Servicului Pescuitului și Faunei al Statelor Unite (succesive)              | Aurelia Skipwith              | 6 ianuarie 2020    |
| Midway, Atolul                                    | Statele Unite ale Americii · (Teritoriu neîncorporat, neorganizat, nelocuit)                                       | Directoare ale Servicului Pescuitului și Faunei al Statelor Unite (succesive)              | Margaret Everson (interimară) | 12 noiembrie 2018  |
| Navasa, Insula                                    | Statele Unite ale Americii · (Teritoriu neîncorporat, neorganizat, nelocuit)                                       | Președinte al Statelor Unite ale Americii                                                  | Donald Trump                  | 20 ianuarie 2017   |
| Navasa, Insula                                    | Statele Unite ale Americii · (Teritoriu neîncorporat, neorganizat, nelocuit)                                       | Directoare ale Servicului Pescuitului și Faunei al Statelor Unite (succesive)              | Aurelia Skipwith              | 6 ianuarie 2020    |
| Navasa, Insula                                    | Statele Unite ale Americii · (Teritoriu neîncorporat, neorganizat, nelocuit)                                       | Directoare ale Servicului Pescuitului și Faunei al Statelor Unite (succesive)              | Margaret Everson (interimară) | 12 noiembrie 2018  |
| Palmyra, Atolul                                   | Statele Unite ale Americii · (Teritoriu neîncorporat, neorganizat, nelocuit)                                       | Președinte al Statelor Unite ale Americii                                                  | Donald Trump                  | 20 ianuarie 2017   |
| Palmyra, Atolul                                   | Statele Unite ale Americii · (Teritoriu neîncorporat, neorganizat, nelocuit)                                       | Directoare ale Servicului Pescuitului și Faunei al Statelor Unite (succesive)              | Aurelia Skipwith              | 6 ianuarie 2020    |
| Palmyra, Atolul                                   | Statele Unite ale Americii · (Teritoriu neîncorporat, neorganizat, nelocuit)                                       | Directoare ale Servicului Pescuitului și Faunei al Statelor Unite (succesive)              | Margaret Everson (interimară) | 12 noiembrie 2018  |
| Palmyra, Atolul                                   | Statele Unite ale Americii · (Teritoriu neîncorporat, neorganizat, nelocuit)                                       | Subsecretar pentru Afacerile Insulare al Statelor Unite ale Americii ,                     | Douglas Domenech              | 18 septembrie 2017 |
| Palmyra, Atolul                                   | Statele Unite ale Americii · (Teritoriu neîncorporat, neorganizat, nelocuit)                                       | Gestionar                                                                                  | Chad Wiggins                  | 7 iunie 2019       |
| Porto Rico                                        | Statele Unite ale Americii · (Stat liber asociat cu Statele Unite ale Americii, teritoriu neîncorporat, organizat) | Președinte al Statelor Unite ale Americii                                                  | Donald Trump                  | 20 ianuarie 2017   |
| Porto Rico                                        | Statele Unite ale Americii · (Stat liber asociat cu Statele Unite ale Americii, teritoriu neîncorporat, organizat) | Guvernatoare                                                                               | Wanda Vázquez Garced          | 7 august 2019      |
| Samoa Americană                                   | Statele Unite ale Americii · (Teritoriu neîncorporat, organizat)                                                   | Președinte al Statelor Unite ale Americii                                                  | Donald Trump                  | 20 ianuarie 2017   |
| Samoa Americană                                   | Statele Unite ale Americii · (Teritoriu neîncorporat, organizat)                                                   | Guvernator                                                                                 | Lolo Matalasi Moliga          | 3 ianuarie 2012    |
| Virgine Americane, Insulele                       | Statele Unite ale Americii · (Teritoriu neîncorporat, organizat)                                                   | Președinte al Statelor Unite ale Americii                                                  | Donald Trump                  | 20 ianuarie 2017   |
| Virgine Americane, Insulele                       | Statele Unite ale Americii · (Teritoriu neîncorporat, organizat)                                                   | Guvernator                                                                                 | Albert Bryan                  | 7 ianuarie 2019    |
| Wake, Insula sau Atolul Wake                      | Statele Unite ale Americii · (Teritoriu neîncorporat, neorganizat, nelocuit)                                       | Președinte al Statelor Unite ale Americii                                                  | Donald Trump                  | 20 ianuarie 2017   |
| Wake, Insula sau Atolul Wake                      | Statele Unite ale Americii · (Teritoriu neîncorporat, neorganizat, nelocuit)                                       | Administrator                                                                              | Douglas Domenech              | 18 septembrie 2017 |
| Wake, Insula sau Atolul Wake                      | Statele Unite ale Americii · (Teritoriu neîncorporat, neorganizat, nelocuit)                                       | Guvernator                                                                                 | Thomas E. Ayres               | 18 ianuarie 2018   |

## Teritorii speciale ale Regatului Țărilor de Jos
| Teritoriu                                 | Suveranitate și statut                                                                                     | Funcția                                                                           | Numele                  | Începând cu       |
| ----------------------------------------- | --- | --------------------------------------------------------------------------------- | ----------------------- | ----------------- |
| Aruba                                     | Țările de Jos · (Stat constitutiv al Regatului Țărilor de Jos)                                             | Rege al Țărilor de Jos                                                            | Willem-Alexander        | 30 aprilie 2013   |
| Aruba                                     | Țările de Jos · (Stat constitutiv al Regatului Țărilor de Jos)                                             | Guvernator                                                                        | Alfonso Boekhoudt       | 1 ianuarie 2017   |
| Aruba                                     | Țările de Jos · (Stat constitutiv al Regatului Țărilor de Jos)                                             | Prim-ministru (ministru președintǎ)                                               | Evelyn Wever-Croes      | 17 noiembrie 2017 |
| Bonaire                                   | Țările de Jos · [Municipalitate specială (entitate publlică caraibiană) în cadrul statului Țările de Jos.] | Rege al Țărilor de Jos                                                            | Willem-Alexander        | 30 aprilie 2013   |
| Bonaire                                   | Țările de Jos · [Municipalitate specială (entitate publlică caraibiană) în cadrul statului Țările de Jos.] | Prim-ministru al Țărilor de Jos                                                   | Mark Rutte              | 14 octombrie 2010 |
| Bonaire                                   | Țările de Jos · [Municipalitate specială (entitate publlică caraibiană) în cadrul statului Țările de Jos.] | Reprezentant național pentru entitățile publice Bonaire, Saba și Sfântul Eustatie | Jan Helmond (interimar) | 1 ianuarie 2018   |
| Bonaire                                   | Țările de Jos · [Municipalitate specială (entitate publlică caraibiană) în cadrul statului Țările de Jos.] | Locotenent guvernator (gezaghebber)                                               | Edison Rijna            | 1 martie 2014     |
| Curaçao                                   | Țările de Jos · (Stat constitutiv al Regatului Țărilor de Jos)                                             | Rege al Țărilor de Jos                                                            | Willem-Alexander        | 30 aprilie 2013   |
| Curaçao                                   | Țările de Jos · (Stat constitutiv al Regatului Țărilor de Jos)                                             | Guvernatoare                                                                      | Lucille George-Wout     | 4 noiembrie 2013  |
| Curaçao                                   | Țările de Jos · (Stat constitutiv al Regatului Țărilor de Jos)                                             | Prim-ministru (ministru președinte)                                               | Eugene Rhuggenaath      | 29 mai 2017       |
| Saba                                      | Țările de Jos · [Municipalitate specială (entitate publlică caraibiană) în cadrul statului Țările de Jos]  | Rege al Țărilor de Jos                                                            | Willem-Alexander        | 30 aprilie 2013   |
| Saba                                      | Țările de Jos · [Municipalitate specială (entitate publlică caraibiană) în cadrul statului Țările de Jos]  | Prim-ministru al Țărilor de Jos                                                   | Mark Rutte              | 14 octombrie 2010 |
| Saba                                      | Țările de Jos · [Municipalitate specială (entitate publlică caraibiană) în cadrul statului Țările de Jos]  | Reprezentant național pentru entitățile publice Bonaire, Saba și Sfântul Eustatie | Jan Helmond (interimar) | 1 ianuarie 2018   |
| Saba                                      | Țările de Jos · [Municipalitate specială (entitate publlică caraibiană) în cadrul statului Țările de Jos]  | Locotenent guvernator (gezaghebber)                                               | Jonathan G.A. Johnson   | 2 iulie 2008      |
| Sfântul Eustatie (Sint Eustatius)         | Țările de Jos · [Municipalitate specială (entitate publlică caraibiană) în cadrul statului Țările de Jos]  | Rege al Țărilor de Jos                                                            | Willem-Alexander        | 30 aprilie 2013   |
| Sfântul Eustatie (Sint Eustatius)         | Țările de Jos · [Municipalitate specială (entitate publlică caraibiană) în cadrul statului Țările de Jos]  | Prim-ministru al Țărilor de Jos                                                   | Mark Rutte              | 14 octombrie 2010 |
| Sfântul Eustatie (Sint Eustatius)         | Țările de Jos · [Municipalitate specială (entitate publlică caraibiană) în cadrul statului Țările de Jos]  | Reprezentant național pentru entitățile publice Bonaire, Saba și Sfântul Eustatie | Jan Helmond (interimar) | 1 ianuarie 2018   |
| Sfântul Eustatie (Sint Eustatius)         | Țările de Jos · [Municipalitate specială (entitate publlică caraibiană) în cadrul statului Țările de Jos]  | Comisari guvernamentali (succesivi)                                               | Marnix van Rij          | 15 februarie 2020 |
| Sfântul Eustatie (Sint Eustatius)         | Țările de Jos · [Municipalitate specială (entitate publlică caraibiană) în cadrul statului Țările de Jos]  | Comisari guvernamentali (succesivi)                                               | Mike Franco             | 7 februarie 2018  |
| Sfântul Martin [Sint Maarten (Nederland)] | Țările de Jos · (Stat constitutiv al Regatului Țărilor de Jos)                                             | Rege al Țărilor de Jos                                                            | Willem-Alexander        | 30 aprilie 2013   |
| Sfântul Martin [Sint Maarten (Nederland)] | Țările de Jos · (Stat constitutiv al Regatului Țărilor de Jos)                                             | Guvernator                                                                        | Eugene Holiday          | 10 octombrie 2010 |
| Sfântul Martin [Sint Maarten (Nederland)] | Țările de Jos · (Stat constitutiv al Regatului Țărilor de Jos)                                             | Prim-ministru (ministru președinte)                                               | Silveria Jacobs         | 19 noiembrie 2019 |

## Alte teritorii nesuverane
| Teritoriu                                                | Suveranitate și statut                                                           | Funcția                                                                                            | Numele                                                                           | Începând cu                          |
| -------------------------------------------------------- | -------------------------------------------------------------------------------- | -------------------------------------------------------------------------------------------------- | -------------------------------------------------------------------------------- | ------------------------------------ |
| Adjaria (Acaristan)                                      | Georgia · (Republică autonomă)                                                   | Președintǎ a Georgiei                                                                              | Salome Zurabishvili                                                              | 16 decembrie 2018                    |
| Adjaria (Acaristan)                                      | Georgia · (Republică autonomă)                                                   | Președinte al Consiliului Suprem                                                                   | Davit Gabaidze                                                                   | 28 octombrie 2016                    |
| Adjaria (Acaristan)                                      | Georgia · (Republică autonomă)                                                   | Președinte al guvernului                                                                           | Tornike Rizhvadze                                                                | 21 iulie 2018                        |
| Alo                                                      | Wallis și Futuna (Regat tradițional)                                             | Administratori superiori ai Wallis și Futuna (succesivi)                                           | Christophe Lotigié (interimar)                                                   | 18 decembrie 2020                    |
| Alo                                                      | Wallis și Futuna (Regat tradițional)                                             | Administratori superiori ai Wallis și Futuna (succesivi)                                           | Thierry Queffelec                                                                | 10 ianuarie 2019                     |
| Alo                                                      | Wallis și Futuna (Regat tradițional)                                             | Rege (Tu`i Agaifo)                                                                                 | Lino Leleivai                                                                    | 29 noiembrie 2018                    |
| Alo                                                      | Wallis și Futuna (Regat tradițional)                                             | Prim-ministru (Tiafo)                                                                              | Petelo Ekeni Vaitanaki                                                           | 25 ianuarie 2019                     |
| Antarctica                                               | Statele semnatare ale Tratatului Antarcticii (Teritoriu cu statut intrenational) | Secretar Executiv al Secretariatului Tratatului Antarctic                                          | Albert Lluberas Bonaba (Uruguay)                                                 | 1 septembrie 2017                    |
| Antarctica Argentiniană                                  | Argentina · (Teritoriu revendicat)                                               | Președinte al Națiunii Argentiniene                                                                | Alberto Fernández                                                                | 10 decembrie 2019                    |
| Antarctica Argentiniană                                  | Argentina · (Teritoriu revendicat)                                               | Guvernator al provinciei argentiniene Tierra del Fuego, Antarctica și Insulele Atlanticului de Sud | Juan Carlos Arcando                                                              | 9 decembrie 2019                     |
| Antarctica Braziliană                                    | Brazilia · (Teritoriu revendicat informal)                                       | Președinte al Republicii Federale Brazilia                                                         | Jair Bolsonaro                                                                   | 1 ianuarie 2019                      |
| Antarctica Braziliană                                    | Brazilia · (Teritoriu revendicat informal)                                       | Coordonator al Comisiei Interministeriale Braziliene pentru Resurse Maritime                       | Ilques Barbosa Junior                                                            | 9 ianuarie 2019                      |
| Antarctica Chiliană                                      | Chile · (Teritoriu revendicat)                                                   | Președinte al Republicii Chile                                                                     | Sebastián Piñera                                                                 | 11 martie 2018                       |
| Antarctica Chiliană                                      | Chile · (Teritoriu revendicat)                                                   | Guvernator al provinciei Antartica Chileană                                                        | Nelson Isaac Cárcamo Barrera                                                     | 20 februarie 2019                    |
| Athos, Statul Teocratic al Sfîntului Munte               | Grecia · (Republică monastică autonomă)                                          | Șef al statului                                                                                    | Nikos Dendias                                                                    | 9 iulie 2019                         |
| Athos, Statul Teocratic al Sfîntului Munte               | Grecia · (Republică monastică autonomă)                                          | Administrator laic                                                                                 | Athanásios Martínos                                                              | 8 octombrie 2019                     |
| Athos, Statul Teocratic al Sfîntului Munte               | Grecia · (Republică monastică autonomă)                                          | Lider spiritual                                                                                    | Bartolomeu I                                                                     | 22 octombrie 1991                    |
| Athos, Statul Teocratic al Sfîntului Munte               | Grecia · (Republică monastică autonomă)                                          | Protoi (succesivi)                                                                                 | géron Pávlos (Mănăstirea Marea Lavră)                                            | 14 iunie 2020                        |
| Athos, Statul Teocratic al Sfîntului Munte               | Grecia · (Republică monastică autonomă)                                          | Protoi (succesivi)                                                                                 | géron Symeón (Mănăstirea Dionisiu)                                               | 14 iunie 2019                        |
| Azore, Insulele                                          | Portugalia · (Regiune autonomă)                                                  | Președinte al Republicii Portugheze                                                                | Marcelo Rebelo de Sousa                                                          | 9 martie 2016                        |
| Azore, Insulele                                          | Portugalia · (Regiune autonomă)                                                  | Reprezentant al Republicii Portugheze                                                              | Pedro Manuel dos Reis Alves Catarino                                             | 11 aprilie 2011                      |
| Azore, Insulele                                          | Portugalia · (Regiune autonomă)                                                  | Președinți ai Guvernului (succesivi)                                                               | José Manuel Bolieiro                                                             | 24 noiembrie 2020                    |
| Azore, Insulele                                          | Portugalia · (Regiune autonomă)                                                  | Președinți ai Guvernului (succesivi)                                                               | Vasco Cordeiro                                                                   | 6 noiembrie 2012                     |
| Åland, Insulele (sau Insulele Aaland)                    | Finlanda · (Regiune autonomă)                                                    | Președinte al Republicii Finlanda                                                                  | Sauli Niinistö                                                                   | 1 martie 2012                        |
| Åland, Insulele (sau Insulele Aaland)                    | Finlanda · (Regiune autonomă)                                                    | Guvernator (Landshövding)                                                                          | Peter Lindbäck                                                                   | 5 martie 1999                        |
| Åland, Insulele (sau Insulele Aaland)                    | Finlanda · (Regiune autonomă)                                                    | Prim-ministru (lantråd)                                                                            | Veronica Thörnroos                                                               | 10 decembrie 2019                    |
| Badahșanul de Munte (sau Gorno Badahșan, GBAO)           | Tadjikistan · (Provincie autonomă)                                               | Președinte al Republicii Tadjikistan                                                               | Emomali Rahmon                                                                   | 19 noiembrie 1992                    |
| Badahșanul de Munte (sau Gorno Badahșan, GBAO)           | Tadjikistan · (Provincie autonomă)                                               | Președinte al Hukumat                                                                              | Yodgor Fayzov                                                                    | 1 octombrie 2018                     |
| Bajo Nuevo, Bancul (sau Insula Petrel)                   | Columbia · (Insulǎ nelocuitǎ)                                                    | Președinte al Republicii Columbia                                                                  | Iván Duque Márquez                                                               | 1 august 2018                        |
| Bajo Nuevo, Bancul (sau Insula Petrel)                   | Columbia · (Insulǎ nelocuitǎ)                                                    | Guvernator al departamentului San Andrés y Providencia                                             | Everth Julio Hawkins                                                             | 1 ianuarie 2020                      |
| Banaadir                                                 | Somalia · Stat regional în cadrul Somaliei                                       | Președinte al Republicii Federale Somalia                                                          | Mohamed Abdullahi Mohamed                                                        | 8 februarie 2017                     |
| Banaadir                                                 | Somalia · Stat regional în cadrul Somaliei                                       | Guvernator                                                                                         | Omar Finnish                                                                     | 22 august 2019                       |
| Bangsamoro                                               | Filipine · (Regiune autonomă)                                                    | Președinte al Republicii Filipine                                                                  | Rodrigo Duterte                                                                  | 30 iunie 2016                        |
| Bangsamoro                                               | Filipine · (Regiune autonomă)                                                    | Wali (Guvernator)                                                                                  | Khalifa Usman Nando                                                              | 30 martie 2019                       |
| Bangsamoro                                               | Filipine · (Regiune autonomă)                                                    | Ministru Șef                                                                                       | Murad Ebrahim                                                                    | 23 februarie 2019                    |
| Barbuda                                                  | Antigua și Barbuda · (Depedență autonomă)                                        | Regină a Antiguei și Barbudei                                                                      | Elisabeta a II-a                                                                 | 1 noiembrie 1981                     |
| Barbuda                                                  | Antigua și Barbuda · (Depedență autonomă)                                        | Guvernator general                                                                                 | sir Rodney Williams                                                              | 14 august 2014                       |
| Barbuda                                                  | Antigua și Barbuda · (Depedență autonomă)                                        | Președinți ai Consiliului Barbudei (succesivi)                                                     | Calsey Beazer-Joseph                                                             | 7 ianuarie 2020                      |
| Barbuda                                                  | Antigua și Barbuda · (Depedență autonomă)                                        | Președinți ai Consiliului Barbudei (succesivi)                                                     | ` Wade Burton                                                                    | 9 mai 2018                           |
| Bougainville, Insulele                                   | Papua Noua Guinee · (Regiune autonomă)                                           | Regină a Papua Noua Guinee                                                                         | Elisabeta a II-a                                                                 | 16 septembrie 1971                   |
| Bougainville, Insulele                                   | Papua Noua Guinee · (Regiune autonomă)                                           | Guvernator general al Papua Noua Guinee                                                            | sir Bob Dadae                                                                    | 28 februarie 2017                    |
| Bougainville, Insulele                                   | Papua Noua Guinee · (Regiune autonomă)                                           | Președinți (succesivi)                                                                             | Ishmael Toroama                                                                  | 25 septembrie 2020                   |
| Bougainville, Insulele                                   | Papua Noua Guinee · (Regiune autonomă)                                           | Președinți (succesivi)                                                                             | Raymond Masono (interimar)                                                       | iunie 2019 – august 2020             |
| Bougainville, Insulele                                   | Papua Noua Guinee · (Regiune autonomă)                                           | Președinți (succesivi)                                                                             | John Momis                                                                       | 10 ianuarie 2010                     |
| Canare, Insulele                                         | Spania · (Comunitate autonomă a Spaniei)                                         | Rege al Spaniei                                                                                    | Felipe al VI-lea                                                                 | 17 iunie 2014                        |
| Canare, Insulele                                         | Spania · (Comunitate autonomă a Spaniei)                                         | Delegați ai guvernului spaniol (succesivi)                                                         | Anselmo Pestana Padrón                                                           | 20 februarie 2020                    |
| Canare, Insulele                                         | Spania · (Comunitate autonomă a Spaniei)                                         | Delegați ai guvernului spaniol (succesivi)                                                         | Juan Salvador León Ojeda                                                         | 16 martie 2019                       |
| Canare, Insulele                                         | Spania · (Comunitate autonomă a Spaniei)                                         | Președinte al Guvernului                                                                           | Ángel Víctor Torres                                                              | 16 iulie 2019                        |
| Carriacou și Petite Martinique                           | Grenada · (Dependență de jure autonomă)                                          | Regină a Grenadei                                                                                  | Elisabeta a II-a                                                                 | 7 februarie 1974                     |
| Carriacou și Petite Martinique                           | Grenada · (Dependență de jure autonomă)                                          | Guvernatoare generală a Grenadei                                                                   | dqme Cécile La Grenade                                                           | 7 aprilie 2013                       |
| Carriacou și Petite Martinique                           | Grenada · (Dependență de jure autonomă)                                          | Ministru însărcinat cu Carriacou și Petite Martinique                                              | Kindra Maturin-Stewart                                                           | 25 martie 2018                       |
| Ceuta                                                    | Spania · (Oraș autonom al Spaniei)                                               | Rege al Spaniei                                                                                    | Felipe al VI-lea                                                                 | 17 iunie 2014                        |
| Ceuta                                                    | Spania · (Oraș autonom al Spaniei)                                               | Delegatǎ a Guvernului spaniol                                                                      | Salvadora del Carmen Mateos Estudillo                                            | 19 iunie 2018                        |
| Ceuta                                                    | Spania · (Oraș autonom al Spaniei)                                               | Primar președinte                                                                                  | Juan Jesús Vivas Lara                                                            | 7 februarie 2001                     |
| Feroe, Insulele (sau Insulele Færøerne)                  | Danemarca · (Regiune autonomă)                                                   | Regină a Danemarcei                                                                                | Margareta a II-a                                                                 | 14 ianuarie 1972                     |
| Feroe, Insulele (sau Insulele Færøerne)                  | Danemarca · (Regiune autonomă)                                                   | Înalt comisar (Rigsombudsmand)                                                                     | Lene Moyell Johansen                                                             | 15 mai 2017                          |
| Feroe, Insulele (sau Insulele Færøerne)                  | Danemarca · (Regiune autonomă)                                                   | Prim-ministru (Løgmað)                                                                             | Bárður á Steig Nielsen                                                           | 16 septembrie 2019                   |
| Galapagos, Insulele (sau Arhipelagul Colón)              | Ecuador · (Provincie)                                                            | Președinte al Republicii Ecuador                                                                   | Lenín Moreno                                                                     | 24 mai 2017                          |
| Galapagos, Insulele (sau Arhipelagul Colón)              | Ecuador · (Provincie)                                                            | Guvernator și președinte al consiliului de guvernare cu regim special                              | Norman Wray                                                                      | 14 ianuarie 2019                     |
| Galmudug                                                 | Somalia · (Stat autonom în cadrul Somaliei)                                      | Președinte al Republicii Federale Somalia                                                          | Mohamed Abdullahi Mohamed                                                        | 8 februarie 2017                     |
| Galmudug                                                 | Somalia · (Stat autonom în cadrul Somaliei)                                      | Președinți (succesivi)                                                                             | Ahmed Abdi Kariye (corevendicator din 2 februarie 2020 până în 12 aprilie 2020)  | 2 februarie 2020                     |
| Galmudug                                                 | Somalia · (Stat autonom în cadrul Somaliei)                                      | Președinți (succesivi)                                                                             | Mohamed Ali Hassan , (corevendicator din 30 ianuarie până în 29 februarie 2020.) | 30 ianuarie 2020 - 29 februarie 2020 |
| Galmudug                                                 | Somalia · (Stat autonom în cadrul Somaliei)                                      | Președinți (succesivi)                                                                             | Ahmed Duale Gelle , (corevendicator din 30 ianuarie până în 12 aprilie 2020.)    | 3 mai 2017 - 12 aprilie 2020         |
| Galmudug                                                 | Somalia · (Stat autonom în cadrul Somaliei)                                      | Miniștri șefi                                                                                      | funcție desființată                                                              | 30 ianuarie 2020                     |
| Galmudug                                                 | Somalia · (Stat autonom în cadrul Somaliei)                                      | Miniștri șefi                                                                                      | Mohamed Ali Hassan                                                               | 6 decembrie 2017                     |
| Găgăuzia (sau Gagauz-Yeri)                               | Moldova, Republica (District autonom)                                            | Președinți ai Republicii Moldova (succesivi)                                                       | Maia Sandu                                                                       | 24 decembrie 2020                    |
| Găgăuzia (sau Gagauz-Yeri)                               | Moldova, Republica (District autonom)                                            | Președinți ai Republicii Moldova (succesivi)                                                       | Igor Dodon ,                                                                     | 23 decembrie 2016                    |
| Găgăuzia (sau Gagauz-Yeri)                               | Moldova, Republica (District autonom)                                            | Guvernatoare (bașkan)                                                                              | Irina Vlah                                                                       | 15 aprilie 2015                      |
| Gilgit-Baltistan                                         | Pakistan · (Provincie autonomâ)                                                  | Președinte al Republicii Pakistan                                                                  | Arif Alvi                                                                        | 9 septembrie 2018                    |
| Gilgit-Baltistan                                         | Pakistan · (Provincie autonomâ)                                                  | Guvernator                                                                                         | Raja Jalal Hussain Maqpoon                                                       | 30 septembrie 2018                   |
| Gilgit-Baltistan                                         | Pakistan · (Provincie autonomâ)                                                  | Miniștri Șefi (succesivi)                                                                          | Khalid Khurshid Khan                                                             | 1 decembrie 2020                     |
| Gilgit-Baltistan                                         | Pakistan · (Provincie autonomâ)                                                  | Miniștri Șefi (succesivi)                                                                          | Mir Afzal Khan (interimar)                                                       | 24 iunie 2020                        |
| Gilgit-Baltistan                                         | Pakistan · (Provincie autonomâ)                                                  | Miniștri Șefi (succesivi)                                                                          | Hafiz Hafeezur Rehman                                                            | 26 iunie 2015                        |
| Groenlanda                                               | Danemarca · (Regiune autonomă)                                                   | Regină a Danemarcei                                                                                | Margareta a II-a                                                                 | 14 ianuarie 1972                     |
| Groenlanda                                               | Danemarca · (Regiune autonomă)                                                   | Înalt comisar (Rigsombudsmandur)                                                                   | Mikaela Engell                                                                   | 1 aprilie 2011                       |
| Groenlanda                                               | Danemarca · (Regiune autonomă)                                                   | Premier (conducător al Guvernului Landsstyreformanden)                                             | Kim Kielsen                                                                      | 1 octombrie 2014                     |
| Hirshabeelle                                             | Somalia · (Stat autonom în cadrul Somaliei)                                      | Președinte al Republicii Federale Somalia                                                          | Mohamed Abdullahi Mohamed                                                        | 8 februarie 2017                     |
| Hirshabeelle                                             | Somalia · (Stat autonom în cadrul Somaliei)                                      | Președinți (succesivi)                                                                             | Ali Abdullahi Hussein                                                            | 2 noiembrie 2020                     |
| Hirshabeelle                                             | Somalia · (Stat autonom în cadrul Somaliei)                                      | Președinți (succesivi)                                                                             | Mohamed Abdi Ware                                                                | 16 septembrie 2017                   |
| Hong Kong (sau Xianggang)                                | China (Regiune administrativă specială)                                          | Președinte al Republicii Populare Chineze                                                          | Xi Jinping                                                                       | 14 martie 2013                       |
| Hong Kong (sau Xianggang)                                | China (Regiune administrativă specială)                                          | Șefǎ a executivului                                                                                | Carrie Lam                                                                       | 1 iulie 2017                         |
| Jubaland                                                 | Somalia · (Stat autonom în cadrul Somaliei)                                      | Președinte al Republicii Federale Somalia                                                          | Mohamed Abdullahi Mohamed                                                        | 8 februarie 2017                     |
| Jubaland                                                 | Somalia · (Stat autonom în cadrul Somaliei)                                      | Președinte                                                                                         | Sheikh Ahmed Mohamed Islam "Madobe" ,                                            | 20 ianuarie 2014                     |
| Karakalpakstan                                           | Uzbekistan · (Republică autonomă)                                                | Președinte al Republicii Uzbekistan                                                                | Shavkat Mirziyoyev ,                                                             | 8 septembrie 2016                    |
| Karakalpakstan                                           | Uzbekistan · (Republică autonomă)                                                | Președinți ai Jokargy Kenes (succesivi)                                                            | Murad Kamalov                                                                    | 2 octombrie 2020                     |
| Karakalpakstan                                           | Uzbekistan · (Republică autonomă)                                                | Președinți ai Jokargy Kenes (succesivi)                                                            | Atabek Davletov (interimar)                                                      | 31 iulie 2020                        |
| Karakalpakstan                                           | Uzbekistan · (Republică autonomă)                                                | Președinți ai Jokargy Kenes (succesivi)                                                            | Musa Yerniyazov                                                                  | 2 mai 2002                           |
| Karakalpakstan                                           | Uzbekistan · (Republică autonomă)                                                | Președinte al Consiliului de Miniștri                                                              | Kakhraman Sariyev                                                                | 14 octombrie 2016                    |
| Kurdistanul Irakian                                      | Irak · (Regiune autonomă)                                                        | Președinte al Republicii Irak                                                                      | Barham Salih                                                                     | 2 octombrie 2018                     |
| Kurdistanul Irakian                                      | Irak · (Regiune autonomă)                                                        | Președinte                                                                                         | Nechervan Barzani ,                                                              | 10 iunie 2019                        |
| Kurdistanul Irakian                                      | Irak · (Regiune autonomă)                                                        | Prim-ministru                                                                                      | Masrour Barzani                                                                  | 10 iulie 2019                        |
| Macao (sau Àomén)                                        | China (Regiune administrativă specială)                                          | Președinte al Republicii Populare Chineze                                                          | Xi Jinping                                                                       | 14 martie 2013                       |
| Macao (sau Àomén)                                        | China (Regiune administrativă specială)                                          | Șef al executivului                                                                                | Ho Iat Seng                                                                      | 20 decembrie 2019                    |
| Madeira, Insulele                                        | Portugalia · (Regiune autonomă)                                                  | Președinte al Republicii Portugheze                                                                | Marcelo Rebelo de Sousa                                                          | 9 martie 2016                        |
| Madeira, Insulele                                        | Portugalia · (Regiune autonomă)                                                  | Reprezentant al Republicii Portugheze                                                              | Irineu Cabral Barreto                                                            | 11 aprilie 2011                      |
| Madeira, Insulele                                        | Portugalia · (Regiune autonomă)                                                  | Președinte al Guvernului                                                                           | Miguel Albuquerque                                                               | 20 aprilie 2015                      |
| Melilla                                                  | Spania · (Oraș autonom al Spaniei)                                               | Rege al Spaniei                                                                                    | Felipe al VI-lea                                                                 | 17 iunie 2014                        |
| Melilla                                                  | Spania · (Oraș autonom al Spaniei)                                               | Delegatǎ a Guvernului spaniol                                                                      | Sabrina Moh Abdelkader                                                           | 19 iunie 2018                        |
| Melilla                                                  | Spania · (Oraș autonom al Spaniei)                                               | Primar președinte                                                                                  | Eduardo de Castro González                                                       | 15 iunie 2019                        |
| Nahicivan                                                | Azerbaidjan · (Republică autonomă)                                               | Președinte al Republicii Azerbaidjan                                                               | Ilham Aliyev ,                                                                   | 15 octombrie 2003                    |
| Nahicivan                                                | Azerbaidjan · (Republică autonomă)                                               | Președinte al Consiliului Suprem                                                                   | Vasif Talıbov                                                                    | 16 decembrie 1995                    |
| Nahicivan                                                | Azerbaidjan · (Republică autonomă)                                               | Prim-miniștri (succesivi)                                                                          | Sabuhi Mammadov                                                                  | 23 mai 2020                          |
| Nahicivan                                                | Azerbaidjan · (Republică autonomă)                                               | Prim-miniștri (succesivi)                                                                          | Alovsat Bakhshiyev                                                               | 2000                                 |
| Nevis, Insula                                            | Sfântul Cristofor și Nevis · (Insulă autonomă)                                   | Regină a Sfântului Cristofor și Nevisului                                                          | Elisabeta a II-a                                                                 | 19 septembrie 1979                   |
| Nevis, Insula                                            | Sfântul Cristofor și Nevis · (Insulă autonomă)                                   | Guvernator general al Sfântului Cristofor și Nevisului                                             | sir Samuel Weymouth Tapley Seaton                                                | 19 mai 2015                          |
| Nevis, Insula                                            | Sfântul Cristofor și Nevis · (Insulă autonomă)                                   | Viceguvernatoare generalǎ                                                                          | Hyleta Liburd                                                                    | 31 august 2018                       |
| Nevis, Insula                                            | Sfântul Cristofor și Nevis · (Insulă autonomă)                                   | Prim-ministru                                                                                      | Mark Brantley                                                                    | 19 decembrie 2017                    |
| Paștelui, Insula                                         | Chile · (Provincie)                                                              | Președinte al Republicii Chile                                                                     | Sebastián Piñera                                                                 | 11 martie 2018                       |
| Paștelui, Insula                                         | Chile · (Provincie)                                                              | Guvernatoare                                                                                       | Laura Tarita Alarcón Rapu                                                        | 11 martie 2018                       |
| Paștelui, Insula                                         | Chile · (Provincie)                                                              | Primar                                                                                             | Pedro Edmunds Paoa                                                               | noiembrie 2012                       |
| Principe, Insula                                         | São Tomé și Príncipe · (Provincie cu autoguvernare)                              | Președinte al Republicii Sao Tome și Principe                                                      | Evaristo Carvalho                                                                | 3 septembrie 2016                    |
| Principe, Insula                                         | São Tomé și Príncipe · (Provincie cu autoguvernare)                              | Președinți ai guvernului regional (succesivi)                                                      | Filipe Nascimento                                                                | 18 august 2020                       |
| Principe, Insula                                         | São Tomé și Príncipe · (Provincie cu autoguvernare)                              | Președinți ai guvernului regional (succesivi)                                                      | José Cardoso Cassandra                                                           | 5 octombrie 2006                     |
| Prințul Eduard, Insulele                                 | Africa de Sud · (Insule izolate și nelocuite atașate orașului Cape Town)         | Președinte al Republicii Africa de Sud                                                             | Cyril Ramaphosa                                                                  | 14 februarie 2018                    |
| Prințul Eduard, Insulele                                 | Africa de Sud · (Insule izolate și nelocuite atașate orașului Cape Town)         | Primar al orașului Cape Town                                                                       | Dan Plato                                                                        | 6 noiembrie 2018                     |
| Prințul Eduard, Insulele                                 | Africa de Sud · (Insule izolate și nelocuite atașate orașului Cape Town)         | Director de Asistență pentru Oceanul de Sud și Antarctica                                          | Nishendra Devanunthan                                                            | 1 iulie 2013                         |
| Puntland (vezi și : §14)                                 | Somalia · (Stat autonom în cadrul Somaliei                                       | Președinte al Republicii Federale Somalia                                                          | Mohamed Abdullahi Mohamed                                                        | 8 februarie 2017                     |
| Puntland (vezi și : §14)                                 | Somalia · (Stat autonom în cadrul Somaliei                                       | Președinte                                                                                         | Said Abdullahi Deni                                                              | 8 ianuarie 2019                      |
| Rodrigues, Insula                                        | Mauritius · (Insulă autonomă)                                                    | Președinte al Republicii Mauritius                                                                 | Pritvirajsing Roopun                                                             | 2 decembrie 2019                     |
| Rodrigues, Insula                                        | Mauritius · (Insulă autonomă)                                                    | Comisar Șef                                                                                        | Louis Serge Clair                                                                | 11 februarie 2012                    |
| Rodrigues, Insula                                        | Mauritius · (Insulă autonomă)                                                    | Director General                                                                                   | Jacques Davis Hee Hong Wye                                                       | 13 februarie 2012                    |
| [[Rosalind, Bancul (sau Bancul Rosalinda sau Rosa Linda) | Columbia · (Atol submers nelocuit)                                               | Președinte al Republicii Columbia                                                                  | Iván Duque Márquez                                                               | 1 august 2018                        |
| [[Rosalind, Bancul (sau Bancul Rosalinda sau Rosa Linda) | Columbia · (Atol submers nelocuit)                                               | Guvernator al departamentului San Andrés y Providencia                                             | Everth Julio Hawkins                                                             | 1 ianuarie 2020                      |
| Serranilla, Bancul                                       | Columbia · (Insulǎ nelocuitǎ)                                                    | Președinte al Republicii Columbia                                                                  | Iván Duque Márquez                                                               | 1 august 2018                        |
| Serranilla, Bancul                                       | Columbia · (Insulǎ nelocuitǎ)                                                    | Guvernator al departamentului San Andrés y Providencia                                             | Everth Julio Hawkins                                                             | 1 ianuarie 2020                      |
| Sigavé                                                   | Wallis și Futuna (Regat tradițional)                                             | Administratori superiori ai Wallis și Futuna (succesivi)                                           | Christophe Lotigié (interimar)                                                   | 18 decembrie 2020                    |
| Sigavé                                                   | Wallis și Futuna (Regat tradițional)                                             | Administratori superiori ai Wallis și Futuna (succesivi)                                           | Thierry Queffelec                                                                | 10 ianuarie 2019                     |
| Sigavé                                                   | Wallis și Futuna (Regat tradițional)                                             | Rege (Sau)                                                                                         | Eufenio Takala                                                                   | 5 martie 2016                        |
| Sigavé                                                   | Wallis și Futuna (Regat tradițional)                                             | Prim-ministru (Kaifakaului)                                                                        | Emiliano Keletaona                                                               | 30 ianuarie 2019                     |
| Somalia de Sud-Vest                                      | Somalia · (Stat autonom în cadrul Somaliei)                                      | Președinte al Republicii Federale Somalia                                                          | Mohamed Abdullahi Mohamed                                                        | 8 februarie 2017                     |
| Președinte                                               | Somalia · (Stat autonom în cadrul Somaliei)                                      | Abdiaziz Hassan Mohamed                                                                            | 19 decembrie 2018                                                                |                                      |
| Tobago, Insula                                           | Trinidad și Tobago (Regiune autonomă)                                            | Președintă a Republicii Trinidad și Tobago                                                         | Paula-Mae Weekes                                                                 | 19 martie 2018                       |
| Tobago, Insula                                           | Trinidad și Tobago (Regiune autonomă)                                            | Secretari șefi ai Camerii Adunării (succesivi)                                                     | Ancil Dennis                                                                     | 6 mai 2020                           |
| Tobago, Insula                                           | Trinidad și Tobago (Regiune autonomă)                                            | Secretari șefi ai Camerii Adunării (succesivi)                                                     | Joel Jack (interimar)                                                            | 20 aprilie 2020                      |
| Tobago, Insula                                           | Trinidad și Tobago (Regiune autonomă)                                            | Secretari șefi ai Camerii Adunării (succesivi)                                                     | Kelvin Charles                                                                   | 26 ianuarie 2017                     |
| Uvea (vezi și : §14)                                     | Wallis și Futuna (Regat tradițional)                                             | Administratori superiori ai Wallis și Futuna (succesivi)                                           | Christophe Lotigié (interimar)                                                   | 18 decembrie 2020                    |
| Uvea (vezi și : §14)                                     | Wallis și Futuna (Regat tradițional)                                             | Administratori superiori ai Wallis și Futuna (succesivi)                                           | Thierry Queffelec                                                                | 10 ianuarie 2019                     |
| Uvea (vezi și : §14)                                     | Wallis și Futuna (Regat tradițional)                                             | Rege (Lavelua)                                                                                     | Patalione Kanimoa                                                                | 17 aprilie 2016                      |
| Uvea (vezi și : §14)                                     | Wallis și Futuna (Regat tradițional)                                             | Prim-ministru (Kalae Kivalu)                                                                       | Mikaele Halagahu                                                                 | 17 aprilie 2016                      |
| Voivodina                                                | Serbia · (Provincie autonomă)                                                    | Președinte al Republicii Serbia                                                                    | Aleksandar Vučić                                                                 | 31 mai 2017                          |
| Voivodina                                                | Serbia · (Provincie autonomă)                                                    | Președinte al Adunǎrii                                                                             | Ištvan Pastor                                                                    | 22 iunie 2012                        |
| Voivodina                                                | Serbia · (Provincie autonomă)                                                    | Președinte al Guvernului                                                                           | Igor Mirović                                                                     | 20 iunie 2016                        |
| Zanzibar, Arhipelagul                                    | Tanzania · (Entitate administrativă autonomă)                                    | Președinte al Republicii Tanzania                                                                  | John Magufuli                                                                    | 5 noiembrie 2015                     |
| Zanzibar, Arhipelagul                                    | Tanzania · (Entitate administrativă autonomă)                                    | Președinți (succesivi)                                                                             | Hussein Mwinyi                                                                   | 3 noiembrie 2020                     |
| Zanzibar, Arhipelagul                                    | Tanzania · (Entitate administrativă autonomă)                                    | Președinți (succesivi)                                                                             | Ali Mohamed Shein                                                                | 3 noiembrie 2010                     |

## Teritorii nesuverane neutre sau cu statut contestat
| Teritoriu         | Suveranitate și statut |
| ----------------- | --- |
| Paracel, Insulele | Arhipelag ocupat de facto de Republica Populară Chineză. Revendicat de Taiwan și de Vietnam. |
| Spratly, Insulele | Arhipelag revendicat integral de Republica Populară Chineză, Taiwan și Vietnam. Porțiuni revendicate de Filipine și Malaezia. Brunei revendică o zonă de pescuit care se suprapune peste insulele de sud dar nu a formulat revendicări formale. 45 de insule sunt ocupate de mici forțe militare ale Republicii Populare Chineze, Taiwanului, Filipinelor și Malaeziei. |
| Țara Marie Byrd   | Teritoriu nerevendicat, considerat ca aparținând Statelor Unite ale Americii, deși nu există o revendicare formală. |

## Guverne în exil și / sau alterantive
| Entitate                                                   | Suveranitate recunoscută Internațional În concurență cu (Statut) | Funcția                                                                              | Numele                                                                                                 | Începând cu        |
| ---------------------------------------------------------- | --- | ------------------------------------------------------------------------------------ | --- | ------------------ |
| Republica Autonemă Abhazia (vezi și : §2)                  | Georgia · Guvernul Republicii independente Abhazia · (Guvernul Republicii Autoneme Abhazia) | Președinte al Consliului Suprem                                                      | Jemal Gamakharia                                                                                       | 8 aprilie 2019     |
| Republica Autonemă Abhazia (vezi și : §2)                  | Georgia · Guvernul Republicii independente Abhazia · (Guvernul Republicii Autoneme Abhazia) | Președinte al Guvernului                                                             | Ruslan Abashidze                                                                                       | 1 mai 2019         |
| Belarus                                                    | Belarus · Guvernul Republicii Belarus · Republica Populară Belarus · (Guvern în exil) | Președintă a Radei                                                                   | Ivonka Survilla                                                                                        | 1997               |
| Belarus                                                    | Belarus · Guvernul Republicii Belarus · Administrația Popularǎ Anticrizǎ · (Organizație de tip guvern din umbrǎ.)                                                                                | Președintă a Consiliului de coordonare                                               | Svetlana Tihanovskaia                                                                                  | 14 august 2020     |
| Belarus                                                    | Belarus · Guvernul Republicii Belarus · Administrația Popularǎ Anticrizǎ · (Organizație de tip guvern din umbrǎ.)                                                                                | Șef al Administrației Populare Anticrizǎ                                             | Pavel Latușko                                                                                          | 26 octombrie 2020  |
| Crimeea                                                    | Ucraina · Guvernul Federației Ruse · Republica Crimeea din cadrul Frderației Ruse · (Administrația în exil a Republicii Autonome Crimea)                                                         | Președinte al Ucrainei                                                               | Volodymyr Zelensky                                                                                     | 20 mai 2019        |
| Crimeea                                                    | Ucraina · Guvernul Federației Ruse · Republica Crimeea din cadrul Frderației Ruse · (Administrația în exil a Republicii Autonome Crimea)                                                         | Reprezentant al președintelui Ucrainei                                               | Anton Korynevych                                                                                       | 25 iunie 2019      |
| Guvernul Alternativ al Estoniei                            | Estonia · Guvernul Republicii Estonia · (Guvern succesor al guvernului în exil din timpul ocupației sovietice)                                                                                   | Președinte                                                                           | Kalev Ots                                                                                              | 28 noiembrie 2003  |
| Guvernul Alternativ al Estoniei                            | Estonia · Guvernul Republicii Estonia · (Guvern succesor al guvernului în exil din timpul ocupației sovietice)                                                                                   | Prim-ministru                                                                        | Edgar Salin (prim ministru adjunct)                                                                    | 8 iulie 2019       |
| Gaza, Fȃșia (vezi și : §6)                                 | Autoritatea Națională Palestiniană Guvernul Autoritǎții Naționale Palestiniene (Guvern al Hamas ȋn Fâșia Gaza)                                                                                   | Prim-ministru                                                                        | Mohammed Awad                                                                                          | 2019               |
| Khatumo                                                    | Somalia · Guvernul Republicii Somalia · Somaliland · Puntland · (Guvernul statului autonom Khatumo)                                                                                              | Președinte                                                                           | Abdallah Haybe Agalule                                                                                 | 7 august 2017      |
| Administrația sârbă a Kosovo                               | Serbia sau Kosovo · Guvernul Kosovo · (Provincia Autonomă Kosovo și Metohia din cadrul Republicii Serbia)                                                                                        | Directori ai Biroului pentru Kosovo și Metohia (succesivi)                           | Petar Petković                                                                                         | 9 octombrie 2020   |
| Administrația sârbă a Kosovo                               | Serbia sau Kosovo · Guvernul Kosovo · (Provincia Autonomă Kosovo și Metohia din cadrul Republicii Serbia)                                                                                        | Directori ai Biroului pentru Kosovo și Metohia (succesivi)                           | Marko Đurić                                                                                            | 2 septembrie 2013  |
| Administrația sârbă a Kosovo                               | Serbia sau Kosovo · Guvernul Kosovo · (Provincia Autonomă Kosovo și Metohia din cadrul Republicii Serbia)                                                                                        | Prefect al distrctului Kosovo                                                        | Srdjan Petković                                                                                        | 26 mai 2014        |
| Administrația sârbă a Kosovo                               | Serbia sau Kosovo · Guvernul Kosovo · (Provincia Autonomă Kosovo și Metohia din cadrul Republicii Serbia)                                                                                        | Prefect al distrctului Kosovo-Pomoravlje                                             | Radovan Stojković (interimar)                                                                          | 22 mai 2017        |
| Administrația sârbă a Kosovo                               | Serbia sau Kosovo · Guvernul Kosovo · (Provincia Autonomă Kosovo și Metohia din cadrul Republicii Serbia)                                                                                        | Prefect al distrctului Kosovska Mitrovica                                            | Slavko Simić                                                                                           | 2 decembrie 2019   |
| Administrația sârbă a Kosovo                               | Serbia sau Kosovo · Guvernul Kosovo · (Provincia Autonomă Kosovo și Metohia din cadrul Republicii Serbia)                                                                                        | Prefecți ai distrctului Peć (succesivi)                                              | Milo Stevanović                                                                                        | 21 martie 2020     |
| Administrația sârbă a Kosovo                               | Serbia sau Kosovo · Guvernul Kosovo · (Provincia Autonomă Kosovo și Metohia din cadrul Republicii Serbia)                                                                                        | Prefecți ai distrctului Peć (succesivi)                                              | Vinka Radosavljević                                                                                    | 7 martie 2013      |
| Administrația sârbă a Kosovo                               | Serbia sau Kosovo · Guvernul Kosovo · (Provincia Autonomă Kosovo și Metohia din cadrul Republicii Serbia)                                                                                        | Prefecți ai distrctului Prizren                                                      | funcție vacantă                                                                                        | 2020               |
| Administrația sârbă a Kosovo                               | Serbia sau Kosovo · Guvernul Kosovo · (Provincia Autonomă Kosovo și Metohia din cadrul Republicii Serbia)                                                                                        | Prefecți ai distrctului Prizren                                                      | Jovica Budurić                                                                                         | 11 decembrie 2008  |
| Administrația Autonomă a Siriei de Nord și Est ,           | Siria · Guvernul Republicii Arabe Siriene · Administrațiile unor guvernorate ale Republicii Arabe Siriene · (Regiune autonomă autoproclamată)                                                    | Copreședinți ai Consiliului Executiv                                                 | Berivan Xalid și Abdul Hamid Mahbash                                                                   | 6 septembrie 2018  |
| Guvernul Provizoriu (al Camerei Reprezentanților a Libiei) | Libia Guvernul Acordului Național (Guvern alternativ) | Președinte al Camerei Reprezentanților                                               | Aguila Salah Issa , (corevendicator ȋncepȃnd cu 25 august 2014)                                        | 5 august 2014      |
| Guvernul Provizoriu (al Camerei Reprezentanților a Libiei) | Libia Guvernul Acordului Național (Guvern alternativ) | Prim-ministru (ministru președinte)                                                  | Abdullah al-Thani , (corevendicator ȋncepȃnd cu 25 august 2014 și din 4 mai 2014 până în 9 iunie 2014) | 11 martie 2014     |
| Maluku (Insulelor Moluce) de Sud, Republica                | Indonezia · Siria\|Guvernul Republicii Indonezia · Administrația provinciei Maluku din cadrul Republicii Indonezia · (Guvernul în exil al Republicii Maluku Selantan)                            | Președinte                                                                           | John Wattilete                                                                                         | 17 aprilie 2010    |
| Entitatea Provizorie Osetia de Sud (vezi și : §2)          | Georgia · Guvernul Republicii independente Osetia de Sud-Alania · (Guvernul Entității Provizorii Osetia de Sud)                                                                                  | Șef al Administrației Provizorii                                                     | Dmitri Sanakoïev                                                                                       | 10 mai 2007        |
| Opoziția siriană                                           | Siria · Guvernul Republicii Arabe Siriene · Guvernul de Salvare · Guvernul Interimar al Siriei · (Guvern alternativ al opoziției siriene)                                                        | Președinți ai Coaliției Naționale a Forțelor de Opoziție și a Revoluției (succesivi) | Naser al-Hariri                                                                                        | iulie 2020         |
| Opoziția siriană                                           | Siria · Guvernul Republicii Arabe Siriene · Guvernul de Salvare · Guvernul Interimar al Siriei · (Guvern alternativ al opoziției siriene)                                                        | Președinți ai Coaliției Naționale a Forțelor de Opoziție și a Revoluției (succesivi) | Anas al-Abdah                                                                                          | 30 iunie 2019      |
| Opoziția siriană                                           | Siria · Guvernul Republicii Arabe Siriene · Guvernul de Salvare · Guvernul Interimar al Siriei · (Guvern alternativ al opoziției siriene)                                                        | Prim-ministru                                                                        | Abdurrahman Mustafa , (interimar) (corevendicator ȋncepȃnd cu 30 iunie 2019)                           | 30 iunie 2019      |
| Opoziția siriană                                           | Siria · Guvernul Republicii Arabe Siriene · Guvernul Interimar al Siriei · Guvernul de Salvare · (Guvern alternativ al opoziției siriene)                                                        | Președinți ai Consilului General al Shura (succesivi)                                | Mustafa al-Mousa                                                                                       | 24 aprilie 2020    |
| Opoziția siriană                                           | Siria · Guvernul Republicii Arabe Siriene · Guvernul Interimar al Siriei · Guvernul de Salvare · (Guvern alternativ al opoziției siriene)                                                        | Președinți ai Consilului General al Shura (succesivi)                                | Bassam al-Sahyouni                                                                                     | 11 septembrie 2017 |
| Opoziția siriană                                           | Siria · Guvernul Republicii Arabe Siriene · Guvernul Interimar al Siriei · Guvernul de Salvare · (Guvern alternativ al opoziției siriene)                                                        | Prim ministru                                                                        | Ali Keddah (corevendicator ȋncepȃnd cu 16 decembrie 2019)                                              | 16 decembrie 2019  |
| Administrația Centrală Tibetană                            | China Guvernul Republicii Populare Chineze Administeația Regiunii autonome Xizang din cadrul Republicii Populare Chineze (Guvern în exil)                                                        | Dalai Lama                                                                           | Tenzin Gyatso                                                                                          | 25 august 1939     |
| Administrația Centrală Tibetană                            | China Guvernul Republicii Populare Chineze Administeația Regiunii autonome Xizang din cadrul Republicii Populare Chineze (Guvern în exil)                                                        | Președinte al Administrației Centrale (Sikyong)                                      | Lobsang Sangay                                                                                         | 8 august 2011      |
| Guvernul Opoziției din Venezuela                           | Venezuela · Guvernul președintelui Nicolás Maduro · (Guvern alternativ̠) | Președinte                                                                           | Juan Guaidó , (interimar) (corevendicator ȋncepȃnd cu 11 ianuarie 2019)                                | 23 ianuarie 2019   |
| Guvernul Salvǎrii Naționale al Yemenului                   | Yemen Guvernul Republicii Yemen (Guvern alternativ instituit de Consiliul Politic Suprem al Yemenului)                                                                                           | Președinte al Consiliului Politic Suprem                                             | Mahdi al-Mushat , (corevendicator ȋncepȃnd cu 23 aprilie 2018)                                         | 23 aprilie 2018    |
| Guvernul Salvǎrii Naționale al Yemenului                   | Yemen Guvernul Republicii Yemen (Guvern alternativ instituit de Consiliul Politic Suprem al Yemenului)                                                                                           | Prim-ministru                                                                        | Abdel-Aziz bin Habtour (corevendicator ȋncepȃnd cu 28 noiembrie 2016)                                  | 28 noiembrie 2016  |
| Consiliul de Tranziție al Sudului Yemenului                | Yemen · Guvernul Republicii Yemen · Guvernul Salvǎrii Naționale al Yemenului · Administrațiile unor guvernorate ale Republicii Yemen · (Guvernul Consiliului de Tranaziție al Sudului Yemenului) | Președinte al Comisiei Prezidențiale                                                 | Aidarus al-Zoubaidi                                                                                    | 11 mai 2017        |